# 2008年至2009年曼聯足球俱樂部賽季
2008年至2009年球季是曼聯在英超聯的第17個球季，同時是連續34季在英格蘭最高級別聯賽角逐。如果曼聯成功蟬聯英超冠軍的話，將可以追平另一支球隊利物浦的18個頂級聯賽冠軍紀錄。而曼聯亦在是季歐洲聯賽冠軍盃展開衛冕之路，如果成功蟬聯冠軍即可成為19年來首支成功衛冕歐聯的球隊。上一次成功衛冕歐洲冠軍是在1989/1990賽季衛冕的AC米蘭。曼聯雖然成功晉身歐聯決賽，但在意大利羅馬奧林匹高球場舉行的決賽以0比2不敵巴塞隆拿衛冕失敗，後者則重演曼聯於1999年完成的歐洲三冠王（西甲聯賽，西班牙盃及歐聯）美夢。
2008年12月21日，曼聯在2008年世界冠軍球會盃決賽以1-0擊敗利加大學，首次奪得世界冠軍球會盃冠軍，成為歷史上首間英格蘭球會捧起這個獎盃。而2009年3月1日，曼聯在英格蘭聯賽盃決賽中，在溫布萊球場與熱刺於法定時間打成0-0，最終互射十二碼贏4-1，繼1992年及2006年後第三次奪得英格蘭聯賽盃冠軍。
2009年5月16日，曼聯在主場和阿仙奴打和0-0之後，提前一輪成功衛冕英超聯賽冠軍，不但追平利物浦擁有18個頂級聯賽冠軍紀錄，而且繼2001年後再一次連續三年成為聯賽冠軍，成為英格蘭足球歷史首支兩度成為頂級聯賽三連冠。
曼聯在2008/09年賽季所取得成績非常優異，除了成為聯賽冠軍外所有盃賽均能晉身四強階段，最終取得聯賽盃及世界冠軍球會盃冠軍，歐洲聯賽冠軍杯亦連續兩年晉身決賽階段。陣中多名球員因發揮出高水準的表現而獲得多項個人名譽：中場球員C朗拿度先後獲選為2008年世界足球先生及2008年歐洲足球先生；後衛球員尼曼查維迪獲選為2008/09年度英超最佳球員；中場球員傑斯獲選為2009年英格蘭PFA足球先生，這個獎項也是傑斯效力曼聯20年來獲得的第一個英格蘭足球先生；門將雲達沙在今個賽季曾經創造連續保持14場（1311分鐘）不失球的紀錄，成為英超、英國聯賽及歐洲五大聯賽最長連續不失球新紀錄保持者，因此獲得歐洲足協最佳門將及英超金手套獎。

## 季前熱身賽和友誼賽
曼聯的教練團在季前出現很大的變動，7月11日曼聯官方宣佈擔任助教長達6年的葡萄牙籍教練卡洛斯·昆洛斯，繼2003年轉任皇家馬德里領隊之後第二度離開曼聯，他將會接替史高拉利成為葡萄牙國家足球隊新任領隊，而一隊教練米克·费兰（Mick Phelan）接替助教一職，而一隊教練則由技术发展教练热内·穆伦斯丁（Rene Meulensteen）擔任。曼聯在7月12日開始季前熱身賽，首場熱身賽的對手是費格遜爵士曾經執教過的鴨巴甸，此場比賽是慶祝鴨巴甸25年前奪得歐洲杯賽冠軍杯，當時的鴨巴甸領隊費格遜帶領球隊首次殺入歐洲杯賽冠軍杯決賽，並且在決賽爆冷以2比1擊敗皇家馬德里奪冠。 曼聯在比托德雷球場最終憑卡域克的十二碼和朗尼的頭槌，以2–0勝出。
一星期後曼聯前往南非競逐2008年Vodacom挑戰賽，首場在開普敦與凱撒酋長打成1–1平手， 3日後轉到德班對奧蘭多海盜，曼聯憑李馬田的入球以1–0勝出。 7月24日，由於凱撒酋長在伊莉莎白港擊敗奧蘭多海盜，因此凱撒酋長能在7月26日與曼聯在普利托里亞進行挑戰賽決賽。 曼聯在這場決賽憑傑斯、朗尼、奇華利和費沙金寶的入球，以4–0擊敗凱撒酋長獲得挑戰賽冠軍。
曼聯在返回英國前停留在尼日利亞阿布賈，7月27日與樸茨茅夫進行一場友誼賽，巧合地這場是8月10日慈善盾的前哨戰。這次是曼聯首次到訪尼日利亞，據統計尼日利亞擁有約1360萬曼聯球迷，是全球第四大曼聯球迷的基地。 他們憑伊高斯和迪維斯的入球，以2–1擊敗對手。 回國後首場的主場比賽，8月2日與西班牙的愛斯賓奴舉行前曼聯球星蘇斯克查告別賽， 曼聯憑費沙金寶於82分鐘的入球，以1–0小勝對手。 其後他們在三日內進行兩場友誼賽，第一場為8月4日作客彼得伯勒出戰彼德堡，而執教彼德堡的領隊正是費格遜的兒子戴倫費格遜，曼聯以2–0勝出；第二場為8月6日返回主場迎戰意甲勁旅祖雲達斯，這場比賽是兩隊繼2002/03年歐聯次圈分組賽後再度對碰，兩隊賽和0–0。 曼聯完成8場的季前熱身賽，取得7勝1和的不敗佳績，並且攻入13球只失了2球，當中部分小將表現獲得好評，包括在熱身賽同樣攻入兩球的費沙金寶及伊高斯，不過前者於7月29日轉投般尼，而後者則被外借至熱刺一個賽季。
| 2008年7月12日 | 蘇格蘭 | 0 – 2 | 曼聯                          | 蘇格蘭,                                 |
|               |        | 報告  | 卡域克 45'（十二碼 · 朗尼 70' | 場館： 比托德雷球場 入場人數： 22,192人 |

| 2008年7月19日 | 凱撒酋長             | 1 – 1 | 曼聯       | 南非, 開普敦      |
|               | Jonathan Quartey 37' | 報告  | 伊高斯 60' | 場館： 紐蘭斯球場 |

| 2008年7月22日 | 奧蘭多海盜 | 0 – 1 | 曼聯       | 南非, 德班                             |
|               |            | 報告  | 李馬田 23' | 場館： 國王公園球場 入場人數： ~50,000 |

| 2008年7月26日 | 凱撒酋長 | 0 – 4 | 曼聯                                            | 南非, 普利托里亞    |
|               |          | 報告  | 傑斯 40' · 朗尼 57' · 奇華利 62' · 費沙金寶 86' | 場館： 洛夫托斯球場 |

| 2008年7月27日 | 樸茨茅夫 | 0 – 2 | 曼聯                    | 尼日利亞, 阿布賈    |
|               |          | 報告  | 伊高斯 50' · 迪維斯 65' | 場館： 阿布賈體育場 |

| 2008年8月2日 | 曼聯         | 1 – 0 | 愛斯賓奴 | 英國, 曼徹斯特                      |
|              | 費沙金寶 82' | 報告  |          | 場館： 奧脫福球場 入場人數： 68,868 |

| 2008年8月4日 | 彼德堡 | 0 – 2 | 曼聯                              | 英國, 彼得伯勒                        |
|              |        | 報告  | 羅素馬田 38'（OG） · 戴倫吉遜 68' | 場館： 倫敦路運動場 入場人數： 13,042 |

| 2008年8月6日 | 曼聯 | 0 – 0 | 祖雲達斯 | 英國, 曼徹斯特                      |
|              |      | 報告  |          | 場館： 奧脫福球場 入場人數： 69,872 |

## 英格蘭社區盾
8月10日，熱身賽保持不敗的曼聯在溫布萊球場與上屆英格蘭足總盃冠軍樸茨茅夫爭奪2008年英格蘭社區盾，雙方在法定時間內賽和0–0，最終在互射十二碼階段，曼聯在首三輪十二碼分別由迪維斯、傑斯及卡域克成功射入，反而樸茨茅夫在首四輪十二碼先後有及格連莊臣得失，其中的十二碼被雲達沙撲出，曼聯總比數以3–1勝出，破紀錄第17次贏取社區盾/慈善盾兼成功衛冕冠軍，賽後迪維斯當選為最佳球員。
| 2008年8月10日          | 曼聯 | 0 – 0 (3 – 1 )                        | 樸茨茅夫 | 英國, 倫敦                                          |
|                        |      | 報告                                  |          | 場館： 溫布萊球場 入場人數： 84,808 ： Peter Walton |
|                        |      |                                       |          |                                                     |
| 迪維斯 · 傑斯 · 卡域克 |      | L.迪亞拉 · 迪科爾 · 梅安巴 · 格連莊臣 |          |                                                     |

## 歐洲超級杯
8月29日，曼聯在摩納哥出戰2008年歐洲超級杯，迎戰上屆歐洲足協杯冠軍辛尼特。曼聯先被辛尼特由普格恩耶克在上半場44鐘先開記錄，及後在下半場14分鐘被丹尼艾維斯攻入一球，落後2球的曼聯要到73分鐘才由後衛維迪攻入一球，最終曼聯輸1-2。比賽末段史高斯更因手球而兩黃一紅被罰出場，該張紅牌令他無法在歐聯分組賽首戰對維拉利爾上陣。曼聯是繼1999年後，再一次失落歐洲超級杯。
| 2008年8月29日 | 曼聯              | 1 – 2 | 辛尼特         | 摩納哥                                                     |
|               | 維迪 73' · 史高斯 | 報告  | 44' · 丹尼 59' | 場館： 路易二世體育場 入場人數： 18,064 ： Claus Bo Larsen |

## 英超聯賽

### 2008年8月
曼聯在英超聯的首場於8月17日在奧脫福球場迎戰紐卡素，上半場紐卡素先由馬田斯打開紀錄，但兩分鐘後費查接應傑斯助攻門前射入為曼聯迅速扳平，其後雙方再無紀錄。曼聯在新球季首場無法勝出，成為英超四強中唯一一支未能勝出的隊伍。費格遜在該場比賽將兩名年青小將拉斐尔·达·席尔瓦及罗德里格·波塞邦後備入替首次為一隊上陣。 在首場無法得勝後，次仗作客樸茨茅夫。曼聯全場佔盡優勢，但只憑上仗入球功臣費查32分鐘攻入一球，雖然該球最後由對方守衛迪斯天解圍不果而送入自己龍門，但入球者仍然判為費查，最終以1-0小勝對手，取得本季首場勝利。賽後，曼聯在聯賽榜升至第五名。
| 2008年8月17日 | 曼聯                                          | 1 – 1  | 紐卡素     | 曼徹斯特，奧脫福球場              |
| 16:00         | 費查 24' · 費沙金寶 78' · 布朗 82' · 朗尼 90' | (報告) | 馬田斯 22' | 入場人數： 75,512人 ： Mike Riley |

| 2008年8月25日 | 樸茨茅夫  | 0 – 1  | 曼聯                           | 樸茨茅斯，法頓公園球場           |
| 20:00         | 18' · 79' | (報告) | 費查 32' · 布朗 44' · 費查 90' | 入場人數： 20,540人 ： Chris Foy |

### 2008年9月
9月13日曼聯作客晏菲路球場遇上利物浦上演利曼大戰，新加盟的保加利亞射手貝碧托夫首次為曼聯正選上陣，並在開賽後僅3分鐘助攻給迪維斯先開紀錄。但布朗的烏龍球，令半場兩隊打和1-1。77分鐘，賴恩巴布為利物浦反超前至2-1，並保持這個紀錄至完場，利物浦取得自2001年11月4日後主場對曼聯首場勝利，而曼聯除了取得本季聯賽首場敗仗之外，更有後衛維迪兩黃一紅被驅逐離場。
敗走利物浦之後應付歐聯賽事，9月21日曼聯在史丹福橋球場再遇上另一支勁旅車路士，上半場18分鐘朴智星乘對方門將施治接球不穩，為曼聯打開紀錄，這個入球亦是朴智星近七個月來首個入球，不過入球後不久門將雲達沙因一次撲救而受傷，由古施錫後備入替，這個紀錄直到完場前10分鐘才改寫，波歷克開出罰球沙洛文卡勞搖頭一頂為車路士扳平，最終兩隊1-1言和，車路士亦將英超聯賽主場不敗紀錄增至85場，另外全場比賽主裁判萊利合共出示8張黃牌，其中曼聯便有7人受到警告。 9月27日，曼聯回到主場迎戰保頓，上半場曼聯佔盡優勢，可惜多次進攻都無功而回，半場互交白卷。到60分鐘，C朗拿度憑一個十二碼打開紀錄。之後他在77分鐘助攻給後備入替的朗尼射入，為曼聯鎖定2-0勝局。曼聯在開季第五場，終於獲得首場主場勝仗。
| 2008年9月13日 | 利物浦                   | 2 – 1  | 曼聯                                   | 利物浦，晏菲路球場                 |
| 12:45         | 布朗 27'（烏龍球） · 77' | (報告) | 迪維斯 3' · 迪維斯 21' · 維迪 78', 90' | 入場人數： 44,192人 ： Howard Webb |

| 2008年9月21日 | 車路士    | 1 – 1  | 曼聯 | 倫敦，史丹福橋球場                |
| 14:00         | 67' · 80' | (報告) | 朴智星 18' · 史高斯 35' · 里奧費迪南 41' · 加利尼維利 58' · 貝碧托夫 59' · 朗尼 79' · 艾夫華 86' · C朗拿度 90' | 入場人數： 41,760人 ： Mike Riley |

| 2008年9月27日 | 曼聯                   | 2 – 0 | 保頓            | 曼徹斯特，奧脫福球場              |
| 15:00         | C朗拿度 60' · 朗尼 77' |       | 22' · 27' · 38' | 入場人數： 75,484人 ： Rob Styles |

### 2008年10月
取得主場首捷和在歐聯大勝阿爾堡後，曼聯在聯賽作客布力般流浪。結果上半場31分鐘朗尼助攻給布朗先開紀錄，之後自己再在64分鐘接應C朗拿度的助攻成為入球，以2-0輕勝對手，曼聯在所有賽事中連勝四場。經過一星期的世界杯外圍賽賽期後，曼聯在10月18日主場面對西布朗。上半場21分鐘朗尼曾攻入一球，但球證指朗尼施射前推撞西布朗的後衛，入球無效。結果上半場雙方互無紀錄。下半場開賽後10分鐘，朗尼接應貝碧托夫的傳送，再次攻入對方大門，終為曼聯先開紀錄。之後曼聯再憑C朗拿度、貝碧托夫和後備上陣的蘭尼各攻入一球，以4-0大勝對手。曼聯取得5連勝，聯賽榜亦首次升至頭4位。
曼聯經過歐冠大炒些路迪後，挾6連勝的氣勢作客愛華頓。曼聯上半場縱使控制戰局，22分鐘已憑費查打開紀錄，但最終只以一球領先上半場。而在下半場愛華頓回勇，曼聯氣勢回落，終在66分鐘被對手費蘭尼的入球追平。若非其後愛華頓的耶古保單刀射中柱，曼聯已全失三分。最終賽事以1-1完場，曼聯連勝的氣勢告終。
賽和愛華頓後，週中也有一輪英超聯賽事，曼聯主場迎戰韋斯咸。貝碧托夫在開賽後僅2分鐘就差點打開紀錄，其施射省中厄遜彈出。不過曼聯之後只花多12分鐘就打開紀錄，蘭尼在左路傳中，C朗拿度在禁區內接應射入，曼聯領先1-0。15分鐘後，貝碧托夫在前場接球後扭過對方守衛哥連斯，再傳給C朗拿度射入空門，曼聯領先兩球。之後雙方再無紀錄，曼聯以2-0獲勝，全取3分。
| 2008年10月4日 | 布力般流浪             | 0 – 2  | 曼聯                           | 布力般，伊活公園球場                 |
| 17:30         | 32' · 基斯杜化森巴 85' | (報告) | 布朗 31' · 朗尼 41' · 費查 70' | 入場人數： 27,321人 ： Steve Bennett |

| 2008年10月18日 | 曼聯                                             | 4 – 0  | 西布朗     | 曼徹斯特，奧脫福球場               |
| 17:30          | 朗尼 55' · C朗拿度 69' · 貝碧托夫 71' · 蘭尼 90' | (報告) | 舒華隆 39' | 入場人數： 75,451人 ： Mark Halsey |

| 2008年10月25日 | 愛華頓                              | 1 – 1  | 曼聯                                      | 利物浦，葛迪遜公園球場            |
| 12:00          | 52' · 57' · 費萊尼 63' · 費萊尼 90' | (報告) | 費查 22' · 維迪 30' · 朗尼 69' · 布朗 85' | 入場人數： 36,069人 ： Alan Wiley |

| 2008年10月29日 | 曼聯                                   | 2 – 0  | 韋斯咸                  | 曼徹斯特，奧脫福球場                |
| 20:00          | C朗拿度 15' · 艾夫華 23' · C朗拿度 30' | (報告) | Jack Collison 65' · 81' | 入場人數： 75,397人 ： Peter Walton |

### 2008年11月
擊敗韋斯咸後，曼聯回到主場迎戰近況不俗的升班馬侯城。開賽僅3分鐘C朗拿度就打開紀錄，但23分鐘對方的卡辛追和。曼聯之後再在29分鐘由卡域克射入再度領先，之後曼聯再由C朗拿度接應角球頂入，上半場曼聯領先3-1。到57分鐘維迪接應角球射入，曼聯遙遙領先至4-1。但作客的侯城並無放棄，終於在69分鐘，後備入替的文迪把握艾夫華的失誤笠入，追成4-2。到82分鐘，他再在禁區內搏得十二碼，由基奧雲尼射入，追到4-3的比數，但最終侯城仍以一球之差飲恨，曼聯險勝後升到第3名。
歐聯賽和些路迪後，曼聯作客阿仙奴。上半場21分鐘，拿斯尼施射省中加利尼維利入網，阿仙奴上半場領先1球。到48分鐘，拿斯尼再把握曼聯後防的漏洞，射入個人第二球，為阿仙奴領先到2-0。到完場前，拉菲爾射入加盟以來首個入球，但無助曼聯平反敗局。落敗後，曼聯把第3名的位置拱手讓給對手。阿仙奴藉這場勝利走出低谷，同時結束曼聯連續12場不敗紀錄。
聯賽杯擊敗昆士柏流浪後，曼聯再在主場出擊迎戰史篤城。上半場僅2分鐘，迪維斯被戴安尼菲爾侵犯，C朗拿度主射罰球入網，曼聯領先一球。之後到9分鐘，史篤城差點扳平。戴納擲出界外球，奧沙差點擺烏龍，幸門將雲達沙反應快救出。上半場補時階段，卡域克接應C朗拿度傳球，在禁區外射入，令曼聯在上半場領先2-0。到49分鐘，貝碧托夫接應迪維斯傳球射入，曼聯領先三球。之後曼聯換入三名小將韋碧克、戴倫吉遜和文路祖，他們都是首次在英超為曼聯上陣。到84分鐘，韋碧克接應文路祖的傳球，在離門25碼的地方勁射入網，為曼聯遙遙領先至4-0，而韋碧克亦射入加盟以來首個入球。到89分鐘，卡域克被梳爾哥斯侵犯，C朗拿主射罰球再一次破網，為曼聯鎖定5-0的勝局。由於阿仙奴同時間以0-2敗予阿士東維拉，曼聯乘勢重奪第3名位置。
經過大勝史篤城和一星期國際賽後，曼聯要作客阿士東維拉。主隊的艾邦拉荷在比賽初段的施射直接省中雲達沙，之後客軍的朴智星射門亦被楊格攔下。結果上半場在互有攻勢的情況下，互無紀錄。到60分鐘，艾邦拉荷在禁區內被維迪犯，但未獲得十二碼。之後朗尼亦浪費一次黃金機會，在無壓力下射高。最終雙方互無入球，但由於同日頭兩位球隊都和波，曼聯依然以8分落後，而維拉則從2002年起首次從曼聯身上取得分數。
在歐聯確定出線後，曼聯作客曼城球場和曼城展開歷史上第150次的曼徹斯特打吡，在上季的打吡戰曼城都勝出。開賽後，曼聯佔了絕對的優勢，不過曼城在上半場末段都有個黃金機會，艾利蘭的施射僅中柱彈出。之後到42分鐘，卡域克在禁區內施射，祖赫特撲出不遠，門前的朗尼補射入網，曼聯上半場領先一球，朗尼亦射入第100個入球。下半場曼城作出兩個調動後，搶回不少攻勢，令形勢變得緊湊。到68分鐘，C朗拿度以為球證吹起哨子，用雙手拍打剛開出的角球，結果兩黃一紅被逐。到比賽末段，祖赫特走出龍門接應角球失敗，但朗尼在半場施射亦太遲，令祖赫特成功護空門。結果曼城未能把握多打一人的優勢，最終曼聯一球小勝對手，繼續排在第3位。由於同日阿仙奴擊敗榜首的車路士，曼聯和榜首的距離縮窄至5分。
| 2008年11月1日 | 曼聯                                                                     | 4 – 3  | 侯城                                                             | 曼徹斯特，奧脫福球場            |
| 15:00         | C朗拿度 3' · 卡域克 27' · C朗拿度 44' · 維迪 56' · 朗尼 84' · 迪維斯 86' | (報告) | Turner 20' · Cousin 22' · Mendy 69' · Geovanni 82' · Marney 8５' | 入場人數： 75398人 ： Mike Dean |

| 2008年11月8日 | 阿仙奴                                                       | 2 – 1  | 曼聯                                 | 倫敦，酋長球場                     |
| 12:45         | 拿斯利 22' · 加拿斯 27' · 沙格拿 40' · 拿斯利 48' · 基治 51' | (報告) | 艾夫華 38' · 卡域克 66' · 拉菲爾 90' | 入場人數： 60,106人 ： Howard Webb |

| 2008年11月15日 | 曼聯                                                                | 5 – 0  | 史篤城                 | 曼徹斯特，奧脫福球場                |
| 15:00          | C朗拿度 3' · 卡域克 45+1' · 貝碧托夫 49' · 韋碧克 84' · C朗拿度 89' | (報告) | Fuller 43' · Delap 48' | 入場人數： 75,369人 ： Peter Walton |

| 2008年11月22日 | 阿士東維拉 | 0 – 0  | 曼聯 | 伯明翰，維拉公園球場             |
| 17:30          | Davies 77' | (報告) |      | 入場人數： 42,585人 ： Chris Foy |

| 2008年11月30日 | 曼城                      | 0 – 1  | 曼聯                                                  | 曼徹斯特，曼徹斯特市球場           |
| 13:30          | Ireland 41' · Vassell 45' | (報告) | 朗尼 42' · C朗拿度 59', 68' · 艾夫華 66' · 卡域克 85' | 入場人數： 47,320人 ： Howard Webb |

### 2008年12月
在聯賽杯出線後，曼聯在聯賽遇上新特蘭。新特蘭賽前辭退前曼聯球員堅尼領隊一職，由沙比亞暫代。今場曼聯積極搶攻，上半場時，朗尼、朴智星和貝碧托夫等人都曾經作出施射，奈何門將富洛普有好表現，令新特蘭在上半場力保不失。下半場富洛普繼續有好表現，擋出了卡域克等人的施射。直到下半場補時階段，卡域克遠射中柱彈出不遠，門前的維迪補射入網，曼聯僅能一球小勝對手，賽後繼續排第3位。同日車路士亦勝出，曼聯和第2位繼續保持5分距離。
歐聯出線後，曼聯在聯賽作客熱刺。這場是貝碧托夫轉投曼聯後首場的倒戈戰。每次他觸球時，都會遭主場球迷報以噓聲。開賽初段，賓特利的施射未能考驗雲達沙。之後連儂亦有一個入球機會，但被雲達沙化解。曼聯亦未能把握機會，上半場互無紀錄。而到下半場初段，C朗拿度曾攻入一球，但他在控球時手球，入球被判無效。之後貝碧托夫有一次單刀機會，但被對方守衛及時解圍。而傑斯在末段的一個罰球，差點考起高美斯，最終及時救出。結果雙方均沒取得入球。而又由於前兩名球隊又同時打和，曼聯繼續和車路士保持5分差距。此場後，曼聯會到日本參加2008年世界冠軍球會杯，他們下場的英超賽事要到12月26日才進行。
曼聯在日本奪得世冠杯冠軍，成為世界冠軍球會後，曼聯作客史篤城。上半場曼聯受制於對方防守，即使佔壓倒性攻勢都未能取得入球，結果互交白卷。到71分鐘，安迪韋堅遜從後鏟C朗拿度，領第二面黃牌出場。曼聯把握多打一人的優勢，終於到83分鐘，加利尼維利傳中，貝碧托夫嘗試射門失敗，但他成功傳給門前的迪維斯，迪維斯一抽入網，曼聯最終只憑這球小勝對手。同日車路士都獲勝，而車路士上週打和，曼聯和車路士之間距離增至6分。
曼聯在2008年最後一場賽事，是在聯賽主場對米杜士堡。雖然曼聯佔主場之利，但和上場一樣，受制於對方的密集防守，始終無法在上半場打開紀錄。朗尼開賽僅4分鐘就來一個抽射，但被門將擋出。之後C朗拿度等人的施射亦無功而還，半場互無紀錄。到62分鐘，曼聯換入兩名老將加利尼維利和史高斯，立即令全隊提升表現。7分鐘後，卡域克帶球到禁區欲傳中，對方後衛韋特嘗試解圍，但皮球卻落在貝碧托夫腳下，他在兩名後衛夾擊下一射入網，為曼聯打開紀錄。之後曼聯還有增添紀錄的機會，加利尼維利傳中，離門5碼的朴智星竟然射高。到比賽末段，端基近門倒掛中柱，但其實他已越位，即使射入也會被判無效。結果曼聯連續兩場聯賽都僅以一球小勝對手，賽後繼續排第3。但前一天車路士打和，曼聯目前只落後車路士4分。
| 2008年12月6日 | 曼聯                | 1 – 0  | 新特蘭 | 曼徹斯特，奧脫福球場               |
| 17:30         | 朗尼 90' · 維迪 90' | (報告) |        | 入場人數： 75,400人 ： Mark Halsey |

| 2008年12月13日 | 熱刺            | 0 – 0  | 曼聯       | 倫敦，白鹿徑球場                 |
| 17:30          | Huddlestone 56' | (報告) | 拉菲爾 62' | 入場人數： 35,882人 ： Mike Dean |

| 2008年12月26日 | 史篤城                                                       | 0 – 1  | 曼聯                                     | 特倫特河畔斯托克，不列顛尼亞球場 |
| 12:45          | Cresswell 21' · Wilkinson 29', 72' · Fuller 43' · Whelan 87' | (報告) | 伊雲斯 26' · 迪維斯 83' · 加利尼維利 87' | 入場人數： 27500人 ： Chris Foy  |

| 2008年12月29日 | 曼聯                                   | 1 – 0  | 米杜士堡 | 曼徹斯特，奧脫福球場                  |
| 20:00          | 朴智星 53' · 貝碧托夫 69' · 史高斯 89' | (報告) |          | 入場人數： 75294人 ： Martin Atkinson |

### 2009年1月
曼聯在2009年首場聯賽就是與車路士上演「榜首大戰」。雙方起初拉成均勢，但攻門機會不多。到45分鐘，朗尼開出角球，傑斯傳中，C朗拿度接應頂入，但因朗尼開球幅度太小而被誤會為未開出，入球被判無效需重開角球。重開的一次，由傑斯開出角球，貝碧托夫接應再傳給遠處的維迪，維迪順應頂入，完半場前曼聯終打開紀錄。到63分鐘，停賽期滿復出的艾夫華傳中，朗尼在艾殊利高爾的後方起腳射入，曼聯領先至2-0。到87分鐘，C朗拿度開出罰球，貝碧托夫突然從後插上射入，為曼聯以3-0大勝對手。賽後曼聯僅落後車路士1分，但打少兩場，而且曼聯取代車路士，成為今季失球最少的球隊。
大勝車路士後，曼聯在週中要在主場面對韋根，補回上月因出席2008年世界冠軍球會杯而押後的一場聯賽。開賽不足1分鐘，剛成為世界足球先生的C朗拿度傳中，朗尼在門前輕鬆撞入，曼聯領先一球。但僅5分後朗尼就因傷退下火線，由迪維斯入替。之後的時間曼聯處於被動，對手得以作出多次攻門，惜因曼聯防守太穩健而無功而還。最終曼聯力保1-0的勝局到完場，首次超越車路士排第2。
其後1月17日作客保頓，曼聯全場沒明顯優勢，而對手亦未能給曼聯較大威脅。拉据局面一直維持至完場前，迪維斯突破兩名守衛傳中，貝碧托夫在無人看管下接應頂入，為曼聯作客險勝對手一球，今季首次登上榜首。而利物浦於1月19日打比戰中被愛華頓逼和1-1，目前和利物浦同得47分，但得失球較佳，榜首位置得以保持。
登頂後，曼聯在1月27日作客西布朗。開場僅22分鐘，貝碧托夫和卡域克在禁區頂撞牆後突破越位射入，為曼聯領先1-0。之後曼聯還有不少機會拉開比數，迪維斯和C朗拿度的射門均告斜出。而加利尼維利在禁區內被布隆特鏟跌，但球證並無表示。西布朗不但未能扳平，在40分鐘更要打少一人，羅賓遜侵犯朴智星，直接領紅牌出場。之後到44分鐘，傑斯開出罰球，卡臣接球後竟然甩手，站在附近的迪維斯輕鬆射入，曼聯領先兩球回更衣室。下半場依然是曼聯控制戰局，維迪在60分鐘接應角球頂入，曼聯領先優勢拉開至三球。僅5分鐘後，傑斯突破越位傳給禁區頂的C朗拿度，他立即射入今年首個聯賽入球。他再在73分鐘接應貝碧托夫的傳送，突破越位射破卡臣的大小龍門，最終曼聯5球淨勝對手。而又由於利物浦在同一輪聯賽中失分，曼聯得以2分優勢領先聯賽榜。另外，在今場後，雲達沙在聯賽已連續1032分鐘不失球，打破了由車路士門將施治在2004年至2005年球季創造的1025分鐘不失球紀錄。
曼聯1月魔鬼賽程最後一場是主場面對愛華頓。上半場曼聯佔較多攻勢，朴智星和迪維斯的施射未能過侯活的一關，C朗拿度的罰球則射中柱。全場的關鍵出現在完半場前，卡域克在禁區內被阿迪達侵犯，C朗拿度射入十二碼，半場曼聯領先一球。換邊後，卡域克在禁區內再被列史葛侵犯，但球證並無表示。曼聯攻勢減弱，但客隊亦無法突破曼聯防守，最終曼聯以1-0小勝對手，繼續排在榜首。而雲達沙在聯賽不失球的紀錄已增至1122分鐘，打破了由雷丁門將迪夫在1978年至1979年球季創造的1104分鐘在英格蘭頂級聯賽不失球的紀錄。
| 2009年1月11日 | 曼聯                                                                     | 3 – 0  | 車路士                                               | 曼徹斯特，奧脫福球場              |
| 16:00         | C朗拿度 28' · 維迪 45' · 朗尼 63' · 朗尼 66' · 朴智星 68' · 貝碧托夫 87' | (報告) | 林柏特 4' · 保辛華 27' · 卡華路 28' · 泰利 81' · 86' | 入場人數： 75455人 ： Howard Webb |

| 2009年1月14日 | 曼聯    | 1 – 0  | 韋根                                                 | 曼徹斯特，奧脫福球場                |
| 20:00         | 朗尼 1' | (報告) | Titus Bramble 49' · Paul Scharner 52' · Amr Zaki 54' | 入場人數： 73917人 ： Steve Bennett |

| 2009年1月17日 | 保頓               | 0 – 1  | 曼聯                    | 保頓，銳步球場                       |
| 15:00         | Ariza Makukula 22' | (報告) | 奧沙 74' · 貝碧托夫 90' | 入場人數： 26021人 ： Andre Marriner |

### 2009年2月
經過久違的一星期休息後，曼聯在2月8日作客韋斯咸。全場曼聯和對手大致拉成均勢，互有攻守。而曼聯也只憑傑斯在62分鐘扭過兩名守衛，罕有地以右腳射入，一球小勝對手。賽後繼續領先聯賽榜，而雲達沙在聯賽不失球的紀錄再增至1212分鐘。
在英足杯淘汰打比郡後，曼聯回到主場面對富咸，補回因參加歐洲超級杯而輪空的一場聯賽。曼聯在開賽僅12分鐘就領先，卡域克開出角球，史高斯禁區外射地波，門將舒華沙接球失誤，讓皮球溜進網內，為曼聯領先一球，史高斯亦射入18個月來首個聯賽入球。到30分鐘，史高斯傳給禁區內的奧沙，奧沙伸到盡傳中，舒華沙出迎但未能接到皮球，任由遠柱的貝碧托夫輕鬆射入，完半場前曼聯已有兩球優勢。到63分鐘，艾夫華左路傳中，另一邊的朴智星接應，他再傳中，後備入替的朗尼及時趕到射入，為曼聯鎖定三球的優勢完場。之後客隊的森莫亞的射門僅僅斜出。賽後曼聯繼續領先聯賽榜，拋離第二位的利物浦5分，而雲達沙在聯賽不失球的紀錄則再增至1302分鐘。
曼聯之後的一場聯賽，是主場面對布力般流浪。主隊在上半場僅23分鐘就打開紀錄，蘭尼直線傳給朗尼，客隊守衛尼爾遜未能解圍，令朗尼成功第一時間施射入網，曼聯領先一球。但客軍很快就追平，辛達告魯斯殺入禁區，門將古斯錫出迎時和里奧費迪南相撞，令辛達告魯斯輕鬆射入空門，半場雙方各入一球。到60分鐘曼聯奠定勝局，C朗拿度主射罰球直飛入網，曼聯最終贏2-1，賽後領先第二位的利物浦8分。曼聯雖然不失球紀錄告終，但由於此場上陣的是古斯錫而不是雲達沙，後者在聯賽的紀錄依舊不變。
| 2009年2月8日 | 韋斯咸   | 0 – 1 | 曼聯                | 倫敦, 烏普頓公園球場             |
| 16:00        | 尼爾 58' | 報告  | 維迪 58' · 傑斯 62' | 入場人數： 34,958人 ： Phil Dowd |

| 2009年2月18日 | 曼聯                                              | 3 – 0 | 富咸              | 曼徹斯特, 奧脫福球場                  |
| 20:00         | 史高斯 12' · 朴智星 26' · 貝碧托夫 30' · 朗尼 63' | 報告  | John Paintsil 57' | 入場人數： 75,437人 ： Andre Marriner |

| 2009年2月21日 | 曼聯                                                | 2 – 1 | 布力般流浪                                          | 曼徹斯特, 奧脫福球場                      |
| 17:30         | 朗尼 23' · C朗拿度 56' · C朗拿度 60' · 貝碧托夫 62' | 報告  | 辛達告魯斯 32' · Keith Andrews 60' · Gael Givet 61' | 入場人數： 75,000人 ： Howard Melton Webb |

### 2009年3月
奪得聯賽杯冠軍後，曼聯作客迎戰紐卡素，連續保持14場不失球的雲達沙在此場復任正選，但開賽僅9分鐘就被打破保持了1311分鐘的不失球紀錄，古迪利斯傳中，由於場地的積雪令雲達沙接球意外地甩手，附近的盧雲卡蘭斯補射入網，主隊領先一球。本來主隊可以拉開優勢，但馬田斯射門僅射斜。之後到20分鐘，朗尼接應奧沙的傳中球在禁區外抽射，半場為曼聯追平1-1。直到56分鐘，朗尼傳直線，賴恩泰萊嘗試解圍但竟然跣腳，造就貝碧托夫為曼聯射入致勝的一球，曼聯最終贏2-1，追平在99/00及01/02賽季所創造的11場連勝紀錄，並且以7分的優勢繼續領先聯賽榜。
曼聯在歐聯擊敗國際米蘭後，繼續在主場出戰，今場的對手是利物浦。曼聯起初佔盡優勢，也是先開紀錄的一隊，在23分鐘，連拿禁區內撲跌朴智星，C朗拿度射入十二碼，為曼聯領先。但之後的戰情卻完全相反，僅5分鐘後，費蘭度托利斯把握維迪未能及時解圍的失誤單刀射入，先為客隊追和。完半場前，艾夫華禁區內鏟跌謝拉特，後者射入隨後的十二碼，半場曼聯落後1-2。曼聯之後也嘗試反撲，但也無功而還，反而到76分鐘，維迪侵犯謝拉特，直接領紅牌出場，隨後的罰球，由奧利里奧射入，曼聯進一步落後。而利物浦隨後再由杜辛拿再入一球，曼聯最終大敗1-4，榜首優勢減至4分。
被利物浦擊敗後，曼聯作客富咸。曼聯希望藉勝利挽回氣勢，但開局僅18分鐘就犯下大錯，史高斯禁區內手球，領紅牌出場兼輸十二碼，十二碼由梅菲射入。之後曼聯一直處於劣勢，不但未能追和，到87分鐘還再失一球，謝拉為富咸鎖定勝局。曼聯之後還有朗尼因為發脾氣，領第二面黃牌出場。結果曼聯在兩名球員被逐下淨輸兩球，連輸兩場。
| 2009年3月4日 | 紐卡素                             | 1 – 2 | 曼聯                                                | 泰恩河畔紐卡斯爾，聖占士公園球場     |
| 19:45        | 盧雲卡蘭斯 9' · 賴恩泰萊 45' · 90' | 報告  | 維迪 18' · 朗尼 20' · 里奧費迪南 45' · 貝碧托夫 56' | 入場人數： 51,636人 ： Steve Bennett |

| 2009年3月14日 | 曼聯                                                        | 1 – 4 | 利物浦                                                                                                 | 曼徹斯特，奧脫福球場              |
| 12:45         | C朗拿度 23'（pen） · 里奧費迪南 37' · 雲達沙 44' · 維迪 75' | 報告  | 費蘭度托利斯 28' · 36' · 謝拉特 45'（pen） · 馬斯查蘭奴 60' · 史基泰爾 64' · 奧利里奧 77' · 杜辛拿 90' | 入場人數： 75,569人 ： Alan Wiley |

| 2009年3月21日 | 富咸                                               | 2 – 0 | 曼聯                                                               | 倫敦，卡雲農舍球場               |
| 15:00         | 梅菲 18'（pen） · 賓素 43' · 丹普西 72' · 謝拉 87' | 報告  | 史高斯 17' · 埃文斯 27' · 艾華 45' · C朗拿度 56' · 朗尼 81' · 朗尼 | 入場人數： 25,652人 ： Phil Dowd |

### 2009年4月
連輸兩場後，曼聯回到主場迎戰阿士東維拉。曼聯開賽後僅14分鐘就意外地領先，米拿禁區內回傳給門將費度，曼聯獲得門接自由球，由傑斯開出，C朗拿度射入，曼聯領先一球。之後的戰情峰迴路轉，客軍在30分鐘由卡維追平，半場兩隊各入一球。到58分鐘，艾邦拉荷為客隊反先2-1，但C朗拿度在80分鐘禁區外的妙射，為曼聯再追平。到補時階段，首次代表曼聯上陣的17歲意大利新星馬捷達接應傑斯的傳送，禁區內轉身抽射入網，為一度落後的曼聯反勝3-2完場。曼聯險勝後，令先一日勝出的利物浦讓出榜首位置給曼聯。
曼聯到第31輪的聯賽作客迎戰新特蘭，曼聯是先開紀錄的一隊，在19分鐘，上仗停賽的朗尼傳中，同樣是上仗停賽的史高斯接應頂入，一對上仗停賽的組合為曼聯半場領先。不過曼聯之後的時間鬆懈，讓主隊在下半場初段追平。在55分鐘，鍾斯把握出迎撲空氣的賓科士打失誤，輕鬆扳平。但曼聯仍能獲得最終勝利，76分鐘，卡域克禁區外施射，省中後備出場的馬基達改變方向入網，令曼聯最終以2-1擊敗對手。同樣地，令早前勝出的利物浦再次交出榜首位置給曼聯。
在足總盃準決賽被愛華頓淘汰出局之後，接著返回主場迎戰樸茨茅夫，該場聯賽為第27輪聯賽的補賽，由於曼聯於3月1日出戰聯賽盃決賽而將比賽推遲至4月22日進行，今場比賽亦是史高斯第600次代表曼聯出賽。曼聯早段展開攻勢，在9分鐘安達臣在半場扭身大腳長傳給反越位成功的傑斯，後者接球後橫傳給朗尼輕鬆在門前射入先開領先。及後大部分時間曼聯取得較多的攻勢但被門將大衛占士一一化解，直到下半場82分鐘，史高斯一腳長傳給卡域克突破對方守衛殺入禁區，卡域克右腳推射左下角將比分改寫為2-0。最終曼聯以2球擊敗樸茨茅夫取得3連勝，並且結束連續6場有失球的紀錄。另一方面利物浦在主場賽和阿仙奴4比4，令曼聯少賽一場之下仍然領先利物浦3分。
在第34輪聯賽在主場迎戰熱刺，熱刺賽前取得聯賽4連勝，加上他們在本個賽季面對四大豪門保持不敗，令曼聯在這場比賽充滿不少隱憂，果然隱憂在29分鐘發生，熱刺右路策動攻勢，哥路卡邊線傳中，戴倫賓特憑著維迪及里奧費迪南解圍失敗，成功搶下皮球門前勁射為熱刺領先一球，3分鐘後曼聯防線再一次出現嚴重的錯誤，艾朗連儂在禁區邊高速擺脫艾華的阻擋成功傳中，皮球在幾名曼聯球員頭上飛過，從後而上的莫迪歷接球後門前左腳勁射領先2比0，落後兩球的曼聯立即發動攻擊，拉斐爾，C朗拿度及朗尼的射門都被門將高美斯成功撲救。曼聯在下半場繼續向熱刺進行多次攻門，在56分鐘朗尼長傳給卡域克，卡域克殺入禁區被高美斯撞跌，球證隨即判罰十二碼，C朗拿度主射十二碼為曼聯追回1比2。這個十二碼成為該場比賽的轉捩點一球十二碼大大打擊熱刺的士氣。67分鐘朗尼接應迪維斯傳球左路推入禁區勁射入網為曼聯追平2比2；曼聯士氣勢如破竹，1分鐘後朗尼左路傳中，C朗拿度門前飛身將皮球頂入網將比數反超前3比2；71分鐘C朗拿度直傳給朗尼，朗尼門前7碼勁射但被守將活基治門前封堵，不過活基治仍然無法成功攔截皮球，比數改寫為4比2；79分鐘朗尼左路傳中，貝碧托夫後上頭鎚攻門，雖然高美斯撲救成功但回防的贊拿斯門前無法搶下皮球，貝碧托夫從後將皮球射入，最終比數以5比2維持至完場。曼聯反勝熱刺後，積分以77分仍然在少賽一場之下仍然領先利物浦3分。
| 2009年4月5日 | 曼聯                                                | 3 – 2 | 阿士東維拉                                          | 曼徹斯特，奧脫福球場              |
| 16:00        | C朗拿度 18' · C朗拿度 80' · 馬捷達 90' · 馬捷達 92' | 報告  | 維迪 18' · 朗尼 20' · 里奧費迪南 45' · 貝碧托夫 56' | 入場人數： 75,409人 ： Mike Riley |

### 2009年5月
| 日期           | 對手       | 主／客 | 結果                         | 入球者                                                  | 入場人數 | 聯賽排名 |
| -------------- | ---------- | ------ | ---------------------------- | ------------------------------------------------------- | -------- | -------- |
| 2008年8月17日  | 紐卡素     | 主     | 1 – 1 （页面存档备份，存于） | 費查 24'                                                | 75,512   | 第10名   |
| 2008年8月25日  | 樸茨茅夫   | 客     | 1 – 0 （页面存档备份，存于） | 費查 32'                                                | 20,540   | 第5名    |
| 2008年9月13日  | 利物浦     | 客     | 1 – 2（页面存档备份，存于）  | 迪維斯 3'                                               | 44,192   | 第9名    |
| 2008年9月21日  | 車路士     | 客     | 1 – 1 （页面存档备份，存于） | 朴智星 18'                                              | 41,760   | 第15名   |
| 2008年9月27日  | 保頓       | 主     | 2 – 0 （页面存档备份，存于） | C朗拿度（Pen.）60', 朗尼 77'                            | 75,484   | 第8名    |
| 2008年10月4日  | 布力般流浪 | 客     | 2 – 0                        | 布朗 31', 朗尼 64'                                      | 27,321   | 第6名    |
| 2008年10月18日 | 西布朗     | 主     | 4 – 0 （页面存档备份，存于） | 朗尼 56', C朗拿度 69', 貝碧托夫 72', 蘭尼 90'           | 75,451   | 第4名    |
| 2008年10月25日 | 愛華頓     | 客     | 1 – 1 （页面存档备份，存于） | 費查 22'                                                | 36,069   | 第5名    |
| 2008年10月29日 | 韋斯咸     | 主     | 2 – 0 （页面存档备份，存于） | C朗拿度 14', 30'                                        | 75,397   | 第6名    |
| 2008年11月1日  | 侯城       | 主     | 4 – 3 （页面存档备份，存于） | C朗拿度 3', 44', 卡域克 29', 維迪 57'                   | 75,398   | 第3名    |
| 2008年11月8日  | 阿仙奴     | 客     | 1 – 2 （页面存档备份，存于） | 拉菲爾 90'                                              | 60,106   | 第4名    |
| 2008年11月15日 | 史篤城     | 主     | 5 – 0 （页面存档备份，存于） | C朗拿度 3', 89', 卡域克 45+1', 貝碧托夫 49', 韋碧克 84' | 75,369   | 第3名    |
| 2008年11月22日 | 阿士東維拉 | 客     | 0 – 0 （页面存档备份，存于） |                                                         | 42,585   | 第3名    |
| 2008年11月30日 | 曼城       | 客     | 1 – 0 （页面存档备份，存于） | 朗尼 42'                                                | 47,320   | 第3名    |
| 2008年12月6日  | 新特蘭     | 主     | 1 – 0 （页面存档备份，存于） | 維迪 90+1'                                              | 75,400   | 第3名    |
| 2008年12月13日 | 熱刺       | 客     | 0 – 0 （页面存档备份，存于） |                                                         | 35,882   | 第3名    |
| 2008年12月26日 | 史篤城     | 客     | 1 – 0 （页面存档备份，存于） | 迪維斯 83'                                              | 27,500   | 第3名    |
| 2008年12月29日 | 米杜士堡   | 主     | 1 – 0 （页面存档备份，存于） | 貝碧托夫 69'                                            | 75,294   | 第3名    |
| 2009年1月10日  | 車路士     | 主     | 3 – 0 （页面存档备份，存于） | 維迪 45', 朗尼 63', 貝碧托夫 86'                        | 75,455   | 第3名    |
| 2009年1月14日  | 韋根       | 主     | 1 – 0 （页面存档备份，存于） | 朗尼 1'                                                 | 73,917   | 第2名    |
| 2009年1月17日  | 保頓       | 客     | 1 – 0 （页面存档备份，存于） | 貝碧托夫 90'                                            | 26,021   | 第1名    |
| 2009年1月27日  | 西布朗     | 客     | 5 – 0 （页面存档备份，存于） | 貝碧托夫 22', 迪維斯 44', 維迪 60', C朗拿度 65', 73'    | 26,105   | 第1名    |
| 2009年1月31日  | 愛華頓     | 主     | 1 – 0 （页面存档备份，存于） | C朗拿度 44'（Pen.）                                     | 75,399   | 第1名    |
| 2009年2月8日   | 韋斯咸     | 客     | 1 – 0 （页面存档备份，存于） | 傑斯 62'                                                | 34,958   | 第1名    |
| 2009年2月18日  | 富咸       | 主     | 3 – 0 （页面存档备份，存于） | 史高斯 12', 貝碧托夫 29', 朗尼 62'                      | 75,437   | 第1名    |
| 2009年2月21日  | 布力般流浪 | 主     | 2 – 1 （页面存档备份，存于） | 朗尼 23', C朗拿度 60'                                   | 75,000   | 第1名    |
| 2009年3月4日   | 紐卡素     | 客     | 2 – 1 （页面存档备份，存于） | 朗尼 20', 貝碧托夫 56'                                  | 51,636   | 第1名    |
| 2009年3月14日  | 利物浦     | 主     | 1 – 4 （页面存档备份，存于） | C朗拿度 23' (Pen.)                                      | 75,569   | 第1名    |
| 2009年3月21日  | 富咸       | 客     | 0 – 2 （页面存档备份，存于） |                                                         | 25,652   | 第1名    |
| 2009年4月5日   | 阿士東維拉 | 主     | 3 – 2 （页面存档备份，存于） | C朗拿度 13', 80', 馬基達 90+3'                          | 75,409   | 第1名    |
| 2009年4月11日  | 新特蘭     | 客     | 2 – 1 （页面存档备份，存于） | 史高斯 19', 馬基達 76'                                  | 45,408   | 第1名    |
| 2009年4月22日  | 樸茨茅夫   | 主     | 2 – 0 （页面存档备份，存于） | 朗尼 9', 卡域克 82'                                     | 74,895   | 第1名    |
| 2009年4月25日  | 熱刺       | 主     | 5 – 2 （页面存档备份，存于） | C朗拿度 56' (Pen.), 68', 朗尼 67', 71', 貝碧托夫 79'    | 75,458   | 第1名    |
| 2009年5月3日   | 米杜士堡   | 客     | 2 – 0 （页面存档备份，存于） | 傑斯 25', 朴智星 51'                                    | 72,523   | 第1名    |
| 2009年5月10日  | 曼城       | 主     | 2 – 0 （页面存档备份，存于） | C朗拿度 17', 迪維斯 45'                                 | 75,464   | 第1名    |
| 2009年5月13日  | 韋根       | 客     | 2 – 1 （页面存档备份，存于） | 迪維斯 61', 卡域克 86'                                  | 21,286   | 第1名    |
| 2009年5月16日  | 阿仙奴     | 主     | 0 – 0 （页面存档备份，存于） |                                                         | 75,468   | 第1名    |
| 2009年5月24日  | 侯城       | 客     | 1 – 0                        | 吉遜 24'                                                | 20,589   | 第1名    |

### 積分榜
| 排名 | 隊伍     | 賽 | 勝 | 和 | 負 | 得 | 失 | 差  | 分 | 獲得資格、升班或降班            |
| ---- | -------- | -- | -- | -- | -- | -- | -- | --- | -- | ------------------------------- |
| 1    | 曼聯 (C) | 38 | 28 | 6  | 4  | 68 | 24 | +44 | 90 | 2009/10賽季歐洲冠軍聯賽分組賽   |
| 2    | 利物浦   | 38 | 25 | 11 | 2  | 77 | 27 | +50 | 86 | 2009/10賽季歐洲冠軍聯賽分組賽   |
| 3    |          | 38 | 25 | 8  | 5  | 68 | 24 | +44 | 83 | 2009/10賽季歐洲冠軍聯賽分組賽   |
| 4    |          | 38 | 20 | 12 | 6  | 68 | 37 | +31 | 72 | 2009/10賽季歐洲冠軍聯賽附加賽   |
| 5    |          | 38 | 17 | 12 | 9  | 55 | 37 | +18 | 63 | 2009/10賽季歐霸盃足球聯賽附加賽 |

### 主場及作客成績
| 整體 | 整體 | 整體 | 整體 | 整體 | 整體 | 整體 | 整體 | 主場 | 主場 | 主場 | 主場 | 主場 | 主場 | 作客 | 作客 | 作客 | 作客 | 作客 | 作客 |
| 場   | 勝   |      | 負   | 得   | 失   | 差   | 分   | 勝   |      | 負   | 得   | 失   | 差   | 勝   |      | 負   | 得   | 失   | 差   |
| ---- | ---- | ---- | ---- | ---- | ---- | ---- | ---- | ---- | ---- | ---- | ---- | ---- | ---- | ---- | ---- | ---- | ---- | ---- | ---- |
| 38   | 28   | 6    | 4    | 68   | 24   | +44  | 90   | 16   | 2    | 1    | 43   | 13   | +30  | 12   | 4    | 3    | 25   | 11   | +14  |

最後更新：2009年5月30日
來源：ESPNsoccernet 

## 歐洲聯賽冠軍盃

### 分組賽
曼聯以英超冠軍及上屆冠軍身份在歐聯直接參與分組賽階段，同組的對手有西班牙的維拉利爾、蘇格蘭的些路迪和丹麥的阿爾堡。
曼聯在自己的主場展開衛冕之路，首場的對手是維拉利爾。這場雖然C朗拿度正式復出，在65分鐘入替朴智星，但全場兩隊都互無紀錄。
之後他們作客丹麥面對阿爾堡。結果曼聯憑朗尼上半場先入一球，而貝碧托夫在下半場梅開二度，以3-0擊敗對手，賽後在分組賽升上榜首。
曼聯在分組賽第三場是在主場迎戰些路迪，貝碧托夫在30分鐘攻入有越位嫌疑的一球，令曼聯在上半場領先一球。在51分鐘，C朗拿度主射罰球，對方門將保路錫未能接穩，貝碧托夫再在懷疑越位的位置補射入網，曼聯領先兩球。之後朗尼亦曾攻入一個看似合法的入球，但被指越位而無效。但朗尼最終於76分鐘攻入一球，曼聯以3-0大勝對手，全取3分。賽後曼聯和維拉利爾同得7分，但以得失球較佳繼續高踞榜首，晉級16強機會高唱入雲。
到分組賽的第四場，曼聯作客些路迪。史葛麥當勞先在13分鐘為主隊攻入一球，曼聯84分鐘憑傑斯的入球扳平，最終雙方以1-1言和。由於同組的維拉利爾同樣以2-2和阿爾堡，曼聯得以憑得失球差繼續排榜首，並進一步鞏固曼聯和維拉利爾出線16強的席位，下場只要主場打和維拉利爾即可一同出線。
歐聯第五輪的分組賽是作客西班牙的維拉利爾。由於雙方和波即可一同出線，所以都沒排出強陣。曼聯在控球上佔絕對優勢，整晚都嘗試攻門，但結果雙方都沒入球，賽後一同出線16強。
曼聯在歐聯最後一輪的分組賽是主場迎戰阿爾堡。由於此組早已大局已定，曼聯收起了多名主將。但曼聯依然是首先開紀錄的一隊，迪維斯在開賽僅3分鐘就接應傑斯的傳送，突破越位打開紀錄。幾分鐘後，他差點就把紀錄打開，但射門未有命中目標。之後阿爾堡獲得罰球，由杜爾開出，米高積高遜接應頭槌頂入，阿爾堡成功扳平。完半場前，積比卻夫接應杜爾的傳送頂入，阿爾堡半場反先2-1。但到52分鐘，朗尼接應安達臣的直線射入，為曼聯扳平。之後曼聯依然嘗試攻門，但最終都只能以2-2打和。但由於同組排第二的維拉利爾輸給已篤定出局的些路迪，曼聯最終也能以不敗姿態，在小組首名出線16強。
| 2008年9月17日 | 曼聯       | 0 – 0 | 維拉利爾                                     | 曼徹斯特, 奧脫福球場                  |
| 19:45 UTC±0   | 迪維斯 72' | 報告  | 法蘭高 35' · 艾巴加沙 88' · 迪亞高盧比斯 90' | 入場人數： 74,944人 ： Wolfgang Stark |

| 2008年9月30日 | 阿爾堡                                 | 0 – 3 | 曼聯                                                | 阿爾堡, 諾特能源球場                        |
| 20:45 UTC+1   | Andreas Johansson 52' · Karim Zaza 54' | 報告  | 朗尼 22' · 拉斐爾 38' · 貝碧托夫 55' · 貝碧托夫 79' | 入場人數： 10,346人 ： Olegário Benquerença |

| 2008年10月21日 | 曼聯                                   | 3 – 0 | 些路迪                  | 曼徹斯特, 奧脫福球場                      |
| 19:45 UTC±0    | 貝碧托夫 30' · 貝碧托夫 51' · 朗尼 76' | 報告  | 哈特利 74' · 洛文斯 83' | 入場人數： 74,655人 ： Frank de Bleeckere |

| 2008年11月5日 | 些路迪     | 1 – 1 | 曼聯                | 格拉斯哥, 凱爾特人公園球場                |
| 19:45 UTC±0   | 麥當勞 13' | 報告  | 拿尼 32' · 傑斯 84' | 入場人數： 58,903人 ： Tom Henning Ovrebo |

| 2008年11月25日 | 維拉利爾                            | 0 – 0 | 曼聯                   | 比利亞雷亞爾, 艾馬迪加球場             |
| 20:45 UTC+1    | 本塔 28' · 42' · 福恩特斯 58' · 82' | 報告  | 艾華 36' · C朗拿度 53' | 入場人數： 22,529人 ： Roberto Rosetti |

| 日期           | 對手   | 主／客 | 結果                         | 入球者              | 入場人數 | 排名  |
| -------------- | ------ | ------ | ---------------------------- | ------------------- | -------- | ----- |
| 2008年12月10日 | 阿爾堡 | 主     | 2 – 2 （页面存档备份，存于） | 迪維斯 3', 朗尼 52' | 74,382   | 第1名 |

|  |    |
|  | 勝 |
|  | 和 |
|  | 負 |

#### 積分榜
|  |                    |
|  | 出線16強           |
|  | 轉戰歐洲足協杯32強 |
|  | 出局               |

### 淘汰賽
曼聯在16強階段遇上B組次名－上季意甲聯賽冠軍國際米蘭，而對上一次在歐聯遇上國際米蘭是1998/99年賽季。上半場曼聯稍為佔優，C朗拿度的罰球未能考起祖利奧施薩，而傑斯的單刀被對方守衛及時攔倒。主隊在下半場搶回一點優勢，阿祖安奴和伊巴謙莫域的射門都未能通過雲達沙的一關，最終雙方都沒取得入球，次回合在3月11日回到主場舉行。
在16強次回合，曼聯回到主場迎戰國際米蘭。曼聯開波僅4分鐘就打開紀錄，傑斯開出角球，維迪接應頂入，為曼聯領先一球。但曼聯在之後的時間防守開始鬆懈，但伊巴謙莫域和史坦高域等人的攻門都無功而還，半場曼聯領先一球。之後的時間，曼聯重新主導球賽，到49分鐘，C朗拿度接應朗尼的傳中頂入，為曼聯領先兩球。之後曼聯還有不少進攻機會，但都被對方門將祖利奧施薩化解。最終曼聯淨勝對手兩球，兩回合以同樣比數擊敗對手，下回合會面對波圖。
曼聯在半準決賽首回合，在主場面對波圖。曼聯挾上場主場反勝阿士東維拉的氣勢開局，但先開紀錄的卻是客軍。開波僅4分鐘，烏拉圭中場洛迪古斯把握伊雲斯的傳球失誤，禁區頂直射入網，先為客隊領先。但領先優勢僅維持了11分鐘，艾維斯回傳乏力，令朗尼成功搶去皮球單刀射入，為曼聯完半場前追平。之後兩軍一直互有攻守，直到85分鐘，朗尼底線傳中，迪維斯接應射入，為曼聯反先2-1，但完場前1分鐘干沙利斯的入球，令曼聯最終無法取勝，而且曼聯還給波圖兩個作客入球。
曼聯在半準決賽次回合，作客面對波圖。曼聯因為上場給對手兩個作客入球，今場非勝不可。雖然是作客，但曼聯開局僅6分鐘就取得入球。C朗拿度離門40碼遠射入網，為曼聯領先。之後曼聯依然控制戰局，但維迪和貝碧托夫的攻門都未能成功，而主隊的盧比斯在完場前則差點為主隊追平。最終曼聯一箭定江山，兩回合以3-2擊敗對手，準決賽會面對阿仙奴。而曼聯也成為首間英格蘭球會在波圖主場火龍球場取勝。
| 日期          | 回合           | 對手     | 主/客 | 結果                         | 入球者                      | 入場人數 |
| ------------- | -------------- | -------- | ----- | ---------------------------- | --------------------------- | -------- |
| 2009年2月24日 | 16強首回合     | 國際米蘭 | 客    | 0 – 0 （页面存档备份，存于） |                             | 80,018   |
| 2009年3月11日 | 16強次回合     | 國際米蘭 | 主    | 2 – 0                        | 維迪 4', C朗拿度 49'        | 74,769   |
| 2009年4月7日  | 半準決賽首回合 | 波圖     | 主    | 2 – 2 （页面存档备份，存于） | 朗尼 15',迪維斯 85'         | 74,517   |
| 2009年4月15日 | 半準決賽次回合 | 波圖     | 客    | 1 – 0 （页面存档备份，存于） | C朗拿度 6'                  | 50,010   |
| 2009年4月29日 | 準決賽首回合   | 阿仙奴   | 主    | 1 – 0 （页面存档备份，存于） | 奧沙 17'                    | 74,733   |
| 2009年5月5日  | 準決賽次回合   | 阿仙奴   | 客    | 3 – 1 （页面存档备份，存于） | 朴智星 8', C朗拿度 11', 61' | 60,000   |
| 2009年5月27日 | 決賽           | 巴塞隆拿 | 中    | 0 – 2 （页面存档备份，存于） |                             |          |

|  |    |
|  | 勝 |
|  | 和 |
|  | 負 |

## 聯賽杯
曼聯在聯賽杯直接參與第三圈，首先會面對米杜士堡。結果曼聯上半場憑C朗拿度的入球領先1-0。到56分鐘被對手的莊臣追和。到66分鐘，普斯邦被對手的保加迪斯嚴重侵犯受傷，要抬離現場，由小將戴倫吉遜入替，而保加迪斯則被出示紅牌出場。之後，傑斯在79分鐘為曼聯再度領先，加上蘭尼補時的入球，令曼聯以3-1輕取對手晉級。
到第四圈，曼聯面對英冠的昆士柏流浪，收起大部份主力。值得一提的是，上場被嚴重侵犯受傷的普斯邦也在正選之列。曼聯受制於對方的4-5-1陣式，上半場互交白卷。到76分鐘，入替普斯邦的韋碧克在禁區內被對方後衛藍馬治侵犯而獲得十二碼，由迪維斯主射入網，最終曼聯亦只憑這個入球擊敗對手，晉級八強。
到第五圈，他們在主場面對布力般流浪。和上兩場一樣，曼聯今場派出不少年輕球員上陣。上半場35分鐘，迪維斯接應傑斯的自由球，壓過摩高拿頂入，為曼聯打開紀錄。5分鐘後，迪維斯傳球給蘭尼射入，為曼聯在上半場領先兩球。下半場開始後不久，入替艾馬頓的麥卡菲攻破賓科士打的大門，為客軍追回一球。但到50分鐘，迪維斯在禁區內被奧查侵犯，他主射十二碼射入，為曼聯領先到3-1。4分鐘後，他再接應傑斯的傳送成功完成帽子戲法，曼聯領先至4-1。但客隊沒有放棄追和的機會，分別在84分鐘由達比舒亞和在90分鐘由麥卡菲攻入，追成4-3較接近局面。但迪維斯補時4分鐘再入一球，令曼聯最終以5-3擊敗對手，晉級準決賽。
曼聯在第六圈的對手是英冠的打比郡。和其他回合不同的是，此回合採取了主客制。曼聯第六圈首回合就是作客，領隊派遣大量副選上陣，結果即使後來換上三名主力，曼聯全場也佔不到甚麼優勢。反而主隊在30分鐘一箭定江山，甘蒙斯射入全場唯一的入球，曼聯首合回落後0-1，次回合會回到曼聯主場舉行。
到了次回合，曼聯回到主場比賽，面對英冠的打比郡。曼聯繼續派遣不少副選上陣，而賓科士打則代替古斯錫成為正選門將。16分鐘，蘭尼在禁區外施射，對方門將，前曼聯球員卡奴爾作出撲救，但未能阻止皮球飛進網內，曼聯領先一球。僅6分鐘後，韋碧克在禁區頂傳給切入禁區的奧沙，後者突破越位陷阱射入，曼聯領先至2-0。到34分鐘，傑斯開出角球，拉菲爾接應並傳到禁區內，迪維斯在無對手緊迫下頂入，為曼聯在半場已經領先3-0。之後下半場曼聯無以為繼，打比郡才增加攻門次數。到81分鐘，伊雲斯在禁區內鏟跌格林，球證給對手十二碼，由班尼斯射入替打比郡破蛋。但完場前1分鐘，迪維斯在禁區內被卡奴爾撲跌，球證給曼聯十二碼，由C朗拿度射入，曼聯領先至4-1。到補時階段，打比郡獲得罰球，由班尼斯射入，但為時已晚，曼聯以4-2勝出，兩回合反勝4-3，晉身決賽，對手是擊敗般尼的熱刺。決賽會在2009年3月1日，於溫布萊球場舉行。
在2009年3月1日，曼聯於溫布萊球場進行聯賽杯決賽，對手是熱刺。全場雙方互有攻守，上半場曼聯佔上風，但戴倫吉遜等人的施射，都無功而還，上半場雙方互交白卷。下半場熱刺搶回一些攻勢，艾朗連儂等人也曾作出進攻，但被表現優異的賓科士打一一化解。到補時階段，C朗拿度施射中柱，注定比賽要加時。結果雙方在加時都未能分出勝負，要互射十二碼分勝負。結果曼聯憑賓科士打第一輪撲出奧哈拉的十二碼，和第三輪賓特利射斜，而曼聯四輪全中，以4-1擊敗對手，第三次奪得聯賽杯冠軍。
| 日期           | 回合              | 對手       | 主／客 | 結果                                         | 入球者                                                | 入場人數 |
| -------------- | ----------------- | ---------- | ------ | -------------------------------------------- | ----------------------------------------------------- | -------- |
| 2008年9月23日  | 第三圈            | 米杜士堡   | 主     | 3 – 1 （页面存档备份，存于）                 | C朗拿度 25', 傑斯 79', 蘭尼 90+5'                     | 53,729   |
| 2008年11月11日 | 第四圈            | 昆士柏流浪 | 主     | 1 – 0 （页面存档备份，存于）                 | 迪維斯 76'（Pen.）                                    | 62,539   |
| 2008年12月3日  | 第五圈            | 布力般流浪 | 主     | 5 – 3 （页面存档备份，存于）                 | 迪維斯 35', 50'（十二碼）, 54', 90+4', 蘭尼 40'       | 53,997   |
| 2009年1月7日   | 第六圈 （首回合） | 打比郡     | 客     | 0 – 1 （页面存档备份，存于）                 |                                                       | 30,194   |
| 2009年1月20日  | 第六圈 （次回合） | 打比郡     | 主     | 4 – 2 （页面存档备份，存于）                 | 蘭尼 16', 奧沙 22', 迪維斯 34', C朗拿度 87'（十二碼） | 73,374   |
| 2009年3月1日   | 決賽              | 熱刺       | 中     | 0 – 0 （页面存档备份，存于） （4 – 1十二碼） |                                                       | 88,217   |

|  |    |
|  | 勝 |
|  | 和 |
|  | 負 |

## 世冠杯
曼聯以2007年至2008年歐洲聯賽冠軍杯冠軍身份參加2008年世界冠軍球會杯，這次是曼聯繼2000年後第二次參加世界冠軍球會杯，可惜在分組賽被淘汰出局。雖然賽事於12月11日展開，但是歐洲冠軍獲得直接進入準決賽，曼聯於13日賽和熱刺後立即飛往日本備戰準決賽， 對手是2008年亞洲聯賽冠軍杯冠軍大阪飛腳，大阪飛腳於半準決賽1-0擊敗2008年亞洲聯賽冠軍杯亞軍阿德萊德聯。上半場28分鐘，維迪接應傑斯的角球頂入，為曼聯領先。到上半場補時階段，C朗拿度以同樣的方法為曼聯上半場領先兩球。到73分鐘，山畸雅人在禁區頂抽射入網，為大阪飛腳追成1-2較接近局面。但僅2分鐘後，朗尼趁飛腳後防失誤射入，曼聯領先至3-1。3分鐘後，費查接應艾夫華的傳中頂入，曼聯領先至4-1。再相隔1分鐘後，朗尼接應傑斯的傳送射入梅開二度，曼聯遙遙領先至5-1。但之後曼聯開始鬆懈，5分鐘後，加利尼維利在禁區內手球，遠藤保仁射入十二碼，為飛腳追至2-5。到90分鐘，橋本英郎禁區頂射入，追成3-5完場。曼聯勝出後，決賽會面對2008年南美自由杯冠軍，來自厄瓜多爾的利加大學。
曼聯在決賽的對手是來自厄瓜多爾的利加大學，賽事和上次一樣，於日產體育場進行。上半場曼聯積極搶攻，但利加大學門將施華路斯表現很好，多番救出施射，結果上半場曼聯雖佔主動，但未能取得入球。到49分鐘，維迪用手肘打向對方球員，直接領紅牌出場。但曼聯反而在隨後的時間取得入球。73分鐘，朗尼接應C朗拿度的傳送射入，曼聯領先一球。到比賽末段，利加大學差點扳平，達米安文素的施射被雲達沙救出，最終曼聯一球小勝對手，首次奪得冠軍，也成為歷史上首間英格蘭球會捧起世界冠軍球會杯。
| 2008年12月18日 19:30 |

| 大阪飛腳                                                | 3 – 5  | 曼聯                                                                 |
| ------------------------------------------------------- | ------ | -------------------------------------------------------------------- |
| 山畸雅人 73' · 遠藤保仁 85' · 山口智 90' · 橋本英郎 90' | (報告) | 維迪 28' · C朗拿度 45+1' · 朗尼 75' · 費查 78' · 朗尼 79' · 朗尼 82' |

| 橫濱國際綜合競技場 觀眾人數：67618人 ： Benito Armando Archundia Téllez |

| 2008年12月21日 19:30 |

| 曼聯                             | 1 – 0  | 利加大學                                                       |
| -------------------------------- | ------ | -------------------------------------------------------------- |
| 維迪 49' · 安達臣 70' · 朗尼 73' | (報告) | Bieler 2' · Campos 36' · Cevallos 44' · Calle 66' · Araujo 71' |

| 橫濱國際綜合競技場 觀眾人數：68682人 ： Ravshan Irmatov |

## 足總杯
曼聯在英格蘭足總杯直接參與第三圈，首先會面對英冠的修咸頓。結果曼聯全場控制戰局，在20分鐘，奧沙接應角球頂中對方龍門，但他未能撲出，皮球打向門楣後彈到韋碧克腳下，他在有越位嫌疑下補射入網，為曼聯打開紀錄。完半場前，馬菲柏達臣踏向維迪小腿，直接領紅牌出場。換邊後，曼聯把握多打一人的優勢。47分鐘，蘭尼開出罰球，對方球員大衛麥高歷手球，曼聯獲得十二碼，由蘭尼主射入網。到81分鐘，後備上陣的朗尼傳中，戴倫吉遜接應射入，為曼聯鎖定3-0的勝局。曼聯勝出後，第四圈會面對熱刺。
曼聯在第四圈主場遇上熱刺，但首先入球的是客隊。開賽僅5分鐘，柏夫尤真高接應赫度史東的傳中，壓過維迪頂入，為客隊領先一球。但到35分鐘，史高斯接應卡域克的角球遠射，省中赫度史東改變方向入網，為曼聯扳平。僅1分鐘後，兩名前熱刺球員合作攻入致勝的一球，卡域克在半場長傳，貝碧托夫接應，在禁區頂趕及在守將到達前射入，為曼聯反先2-1。自此雙方再無紀錄，曼聯晉級第五圈，會作客對打比郡。
曼聯在第五圈遇上打比郡，這是曼聯今季第三次遇上打比郡。曼聯一開球就佔有優勢，蘭尼在29分鐘在左路接應傑斯的傳送，推到中路後射入，為曼聯領先一球。之後C朗拿度也曾攻入一球，但旁證在球員慶祝後良久才判越位，入球無效。但曼聯完半場前還是能拉開優勢，C朗拿度開出罰球，省中人牆後落到戴倫吉遜腳下，他第一時間施射，門將拜獲特因為拉菲爾跳起避球而視線受阻，未能及時反應，皮球直飛入網。完半場前曼聯領先兩球。到48分鐘，C朗拿度接應傑斯角球頂入，為曼聯領先三球。主隊由艾迪臣頭槌破蛋，但後備入替的韋碧克末段的入球，令曼聯鎖定4-1的勝局，晉級第六圈，會面對富咸。
曼聯在第六圈遇上富咸。雖說是作客賽事，但曼聯依然佔壓倒性優勢，僅20分鐘就打開紀錄，安達臣開出角球，朗尼頭槌二傳，迪維斯接應頭槌破網，為客隊打開紀錄。僅15分鐘後，迪維斯再在25碼外遠射入網，上半場曼聯領先兩球。到50分鐘，朗尼在禁區頂射入，為曼聯拉開三球優勢。最後到81分鐘，朴智星把握對手傳球失誤，推至禁區內射入，為曼聯鎖定勝局，以四球大勝對手，晉級準決賽。曼聯會在4月19日，於溫布萊球場面對愛華頓。
| 日期          | 回合   | 對手   | 主／客 | 結果                                        | 入球者                                          | 入場人數 |
| ------------- | ------ | ------ | ------ | ------------------------------------------- | ----------------------------------------------- | -------- |
| 2009年1月4日  | 第三圈 | 修咸頓 | 客     | 3 – 0 （页面存档备份，存于）                | 韋碧克 20', 蘭尼 47'（Pen.）, 戴倫吉遜 81'      | 31,901   |
| 2009年1月24日 | 第四圈 | 熱刺   | 主     | 2 – 1 （页面存档备份，存于）                | 史高斯 35', 貝碧托夫 36'                        | 75,014   |
| 2009年2月15日 | 第五圈 | 打比郡 | 客     | 4 – 1 （页面存档备份，存于）                | 蘭尼 29', 戴倫吉遜 43', C朗拿度 48', 韋碧克 81' | 32,103   |
| 2009年3月7日  | 第六圈 | 富咸   | 客     | 4 – 0 （页面存档备份，存于）                | 迪維斯 20' , 35' , 朗尼 50' , 朴智星 81'        | 24,662   |
| 2009年4月19日 | 準決賽 | 愛華頓 | 中     | 0 – 0 （页面存档备份，存于） (AET) (2 – 4P) |                                                 | 88,141   |

|  |    |
|  | 勝 |
|  | 和 |
|  | 負 |

## 職球員名單

### 球員名單
| 編號  | 国籍     | 球員名字       | 出生日期       | 加盟年份                      | 前屬球會   | 身價                             |       |
| 門 將 | 門 將    | 門 將          | 門 將          | 門 將                         | 門 將      | 門 將                            | 門 將 |
| ----- | -------- | -------------- | -------------- | ----------------------------- | ---------- | -------------------------------- | ----- |
| 1     | 荷兰     |                | 1970年10月29日 | 2005年                        |            | 200 萬鎊                         |       |
| 12    | 英格兰   |                | 1983年4月3日   | 2005年                        |            | 100 萬鎊                         |       |
| 29    | 波兰     |                | 1982年3月20日  | 2006年                        |            | 無透露                           |       |
| 38    | 德国     |                | 1989年2月12日  | 2005年                        | 科隆       | 無透露                           |       |
| 40    | 英格兰   |                | 1990年4月10日  | 2006年                        | 青年軍     | --                               |       |
| 後 衛 |          |                |                |                               |            |                                  |       |
| 2     | 英格兰   |                | 1975年2月18日  | 1991年                        | 青年軍     | --                               |       |
| 3     | 法國     |                | 1981年5月15日  | 2006年                        | 摩納哥     | 550 萬鎊                         |       |
| 5     | 英格兰   | 《副隊長》     | 1978年11月7日  | 2002年                        |            | 3,112 萬鎊                       |       |
| 6     | 英格兰   |                | 1979年10月13日 | 1996年                        | 青年軍     | --                               |       |
| 15    | 塞尔维亚 |                | 1981年10月21日 | 2006年                        |            | 700 萬鎊                         |       |
| 20    | 巴西     |                | 1990年7月9日   | 2008年                        |            | 無透露                           |       |
| 21    | 巴西     |                | 1990年7月9日   | 2008年                        |            | 無透露                           |       |
| 22    | 爱尔兰   |                | 1981年4月30日  | 1998年                        | 青年軍     | --                               |       |
| 23    | 北爱尔兰 |                | 1988年1月3日   | 2004年                        | 青年軍     | --                               |       |
| 25    | 英格兰   |                | 1987年1月4日   | 2003年                        | 青年軍     | --                               |       |
| 37    | 北爱尔兰 | 卡斯卡特       | 1989年2月6日   | 2005年                        | 青年軍     | --                               |       |
| 39    | 英格兰   |                | 1989年1月23日  | 2005年                        | 青年軍     | --                               |       |
| 42    | 英格兰   |                | 1989年3月12日  | 2007年                        | 青年軍     | --                               |       |
| 44    | 比利时   |                | 1988年11月28日 | 2009年 （页面存档备份，存于） | 史篤城     | 按表現計值                       |       |
| 中 場 |          |                |                |                               |            |                                  |       |
| 4     | 英格兰   |                | 1981年1月20日  | 2007年                        |            | 1,700 萬鎊                       |       |
| 7     | 葡萄牙   | 基斯坦奴朗拿度 | 1985年2月5日   | 2003年                        |            | 1,224 萬鎊                       |       |
| 8     | 巴西     | 安達臣         | 1988年4月13日  | 2007年                        |            | 1,700 萬鎊                       |       |
| 11    | 威尔士   | 《副隊長》     | 1973年11月29日 | 1990年                        | 青年軍     | --                               |       |
| 13    | 大韩民国 | 朴智星         | 1981年2月25日  | 2005年                        |            | 400 萬鎊                         |       |
| 14    | 塞尔维亚 |                | 1987年4月28日  | 2009年                        |            | 約800萬鎊 （页面存档备份，存于） |       |
| 16    | 英格兰   |                | 1981年7月28日  | 2006年                        |            | 1,860 萬鎊                       |       |
| 17    | 葡萄牙   | 蘭尼           | 1986年11月17日 | 2007年                        |            | 1,400 萬鎊                       |       |
| 18    | 英格兰   |                | 1974年11月16日 | 1991年                        | 青年軍     | --                               |       |
| 24    | 蘇格蘭   |                | 1984年2月1日   | 2000年                        | 青年軍     | --                               |       |
| 28    | 爱尔兰   |                | 1987年10月25日 | 2004年                        | FC 協會    | 無透露                           |       |
| 33    | 英格兰   |                | 1988年11月28日 | 2008年                        | 青年軍     | --                               |       |
| 34    | 巴西     |                | 1989年2月13日  | 2008年                        | 國際體育會 | 無透露                           |       |
| 35    | 英格兰   |                | 1989年8月12日  | 2005年                        | 青年軍     | --                               |       |
| 36    | 蘇格蘭   |                | 1988年5月4日   | 2004年                        | 青年軍     | --                               |       |
| 前 锋 |          |                |                |                               |            |                                  |       |
| 9     | 保加利亚 |                | 1981年1月30日  | 2008年 （页面存档备份，存于） |            | 3,075 萬鎊                       |       |
| 10    | 英格兰   |                | 1985年10月24日 | 2004年                        |            | 2,700 萬鎊                       |       |
| 19    | 英格兰   |                | 1990年11月26日 | 2007年                        | 青年軍     | --                               |       |
| 26    | 安哥拉   |                | 1983年3月7日   | 2008年                        | 竞技石油   | 無透露                           |       |
| 31    | 英格兰   |                | 1987年9月13日  | 2004年                        | 青年軍     | --                               |       |
| 32    | 阿根廷   |                | 1984年2月5日   | 2007年                        | 韋斯咸     | 借用身份                         |       |
| 41    | 義大利   |                | 1991年8月22日  | 2007年                        | 拉素       | 無透露                           |       |

### 球會教練團及有關職員
| 職位               | 國籍   | 姓名                               |
| ------------------ | ------ | ---------------------------------- |
| 領隊               | 苏格兰 | 亚历克斯·弗格森爵士                |
| 副領隊             | 英格兰 | 米克·費蘭（Mike Phelan）           |
| 一隊教練           | 荷蘭   | 梅倫史甸（René Meulensteen）       |
| 守門員教練         | 英格兰 | 艾歷·史迪尼（Eric Steele）         |
| 體能教練           |        | 東尼·史杜域（Tony Strudwick）      |
| 預備組領隊         | 挪威   |                                    |
| 預備組教練         |        | 米克·奇治（Mick Clegg）            |
| 首席球探           | 英格兰 | 占·羅拿（Jim Lawlor）              |
| 首席歐洲球探       | 苏格兰 | 馬田·費格遜（Martin Ferguson）     |
| 青年軍訓練學院總監 | 苏格兰 |                                    |
| 青年軍足球總監     | 苏格兰 | 占美·賴恩（Jimmy Ryan）              |
| 球會醫生           |        | 史提夫·麥拿利（Dr. Steve McNally） |
| 球會助理醫生       |        | 東尼·基爾（Dr. Tony Gill）         |
| 軍醫               |        | 羅拔·史懷爾（Rob Swire）           |

## 紀錄
以下是本季曼聯打破的有關紀錄：
- 英超最長連續不失球紀錄：2008年11月15日至2009年2月18日1311分鐘共14場不失球，于2009年2月21日被布莱克本流浪者打破（門將雲達沙更先後打破英超、英格蘭頂級聯賽、全英及歐洲五大聯賽紀錄）。
- 歐洲聯賽冠軍盃最長不敗紀錄（23場）
- 首支英國球隊在波圖主場擊敗對手。
- 自歐聯再次改制後，首支衛冕冠軍能夠打入16強階段。
- 首支球會兩次連奪三屆英超冠軍。

## 統計數據

### 所有賽事統計
| 比賽場次                 | 66場 （38場英超聯，13場歐聯，5場足總盃，6場聯賽盃，2場世冠盃，1場社區盾及1場歐超盃） |
| 勝仗場次                 | 44場 （28場英超聯，6場歐聯，4場足總盃，4場聯賽盃，2場世冠盃）                        |
| 和仗場次                 | 15場 （6場英超聯，6場歐聯，1場足總盃，1場聯賽盃及1場社區盾）                         |
| 負仗場次                 | 7場 （4場英超聯，1場歐聯，1場聯賽盃及1場歐超盃）                                     |
| 總入球                   | 119球（平均每場入1.8球）                                                             |
| 總失球                   | 46球（平均每場失0.7球）                                                              |
| 球差                     | +73                                                                                  |
| 黃牌                     | 78張                                                                                 |
| 紅牌                     | 7張                                                                                  |
| 最差紀律球員             | 朗尼 （11張 , 1張 ）                                                                 |
| 最大勝仗                 | 主場：5-0 －2008年11月15日對史篤城（英超聯）                                         |
| 最大勝仗                 | 作客：5-0 －2009年1月27日對西布朗（英超聯）                                          |
| 最大敗仗                 | 主場：1-4 －2009年3月14日對利物浦（英超聯）                                          |
| 最大敗仗                 | 作客：0-2 －2009年3月21日對富咸（英超聯）                                            |
| 單場最多入球             | 5-3 －2008年12月3日對布力般流浪（足總盃）                                            |
| 單場最多入球             | 5-3 －2008年12月18日對大阪飛腳（世冠盃）                                             |
| 最長連續勝利（聯賽）     | 11場（2008年12月26日至2009年3月4日）                                                 |
| 最長連續勝利（所有比賽） | 11場（2009年1月11日至2月21日）                                                       |
| 最長連續不敗（聯賽）     | 17場（2008年11月15日至2009年3月4日）                                                 |
| 最長連續不敗（所有比賽） | 16場（2009年1月11日至3月11日）                                                       |
| 上陣次數最多             | 維迪（52場正選，3場後備）                                                            |
| 首席射手                 | C朗拿度（26球）                                                                      |

### 各項錦標比賽成績
| 賽事   | 最後成績 | 賽 | 勝 | 和 | 負 | 得 | 失 | 球差 |
| ------ | -------- | -- | -- | -- | -- | -- | -- | ---- |
| 聯賽   | 冠軍     | 38 | 28 | 6  | 4  | 68 | 24 | +44  |
| 足總盃 | 四強     | 5  | 4  | 1  | 0  | 13 | 2  | +11  |
| 聯賽盃 | 冠軍     | 6  | 4  | 1  | 1  | 13 | 7  | +6   |
| 歐聯   | 亞軍     | 13 | 6  | 6  | 1  | 18 | 8  | +10  |
| 世冠盃 | 冠軍     | 2  | 2  | 0  | 0  | 6  | 3  | +3   |
| 社區盾 | 冠軍     | 1  | 0  | 1  | 0  | 0  | 0  | 0    |
| 歐超盾 | 亞軍     | 1  | 0  | 0  | 1  | 1  | 2  | -1   |

### 上陣次數及入球數目
| 號碼 | 位置 | 名字       | 英超聯  | 英超聯 | 足總盃 | 足總盃 | 聯賽盃 | 聯賽盃 | 歐聯   | 歐聯 | 其他  | 其他 | 合計    | 合計 |
| 號碼 | 位置 | 名字       | 出賽    | 入球   | 出賽   | 入球   | 出賽   | 入球   | 出賽   | 入球 | 出賽  | 入球 | 出賽    | 入球 |
| ---- | ---- | ---------- | ------- | ------ | ------ | ------ | ------ | ------ | ------ | ---- | ----- | ---- | ------- | ---- |
| 1    | 門將 | 雲達沙     | 33      | 0      | 2      | 0      | -      | -      | 10     | 0    | 4     | 0    | 49      | 0    |
| 2    | 後衛 | 加利尼維利 | 13 (3)  | 0      | 2      | 0      | 3      | 0      | 3 (1)  | 0    | 3 (1) | 0    | 23 (5)  | 0    |
| 3    | 後衛 | 艾夫華     | 29      | 0      | 2 (1)  | 0      | 1 (1)  | 0      | 10 (1) | 0    | 4     | 0    | 46 (3)  | 0    |
| 4    | 中場 | 夏格維斯   | 1 (1)   | 0      | -      | -      | -      | -      | 1      | 0    | -     | -    | 2(1)    | 0    |
| 5    | 後衛 | 里奧費迪南 | 24      | 0      | 3      | 0      | 1      | 0      | 11     | 0    | 4     | 0    | 43      | 0    |
| 6    | 後衛 | 布朗       | 6 (2)   | 1      | -      | -      | 1      | 0      | 0 (2)  | 0    | 0 (2) | 0    | 7 (6)   | 1    |
| 7    | 中場 | C朗拿度    | 29 (2)  | 18     | 2      | 1      | 2 (2)  | 2      | 11 (1) | 4    | 2     | 1    | 46 (5)  | 26   |
| 8    | 中場 | 安達臣     | 10 (6)  | 0      | 3      | 0      | 5 (1)  | 0      | 7 (2)  | 0    | 3     | 0    | 28 (9)  | 0    |
| 9    | 前鋒 | 貝碧托夫   | 29 (2)  | 9      | 2(1)   | 1      | -      | -      | 5 (4)  | 4    | -     | -    | 36 (7)  | 14   |
| 10   | 前鋒 | 朗尼       | 25 (5)  | 12     | 1 (1)  | 1      | 0 (1)  | 0      | 11 (2) | 4    | 2 (1) | 3    | 39 (10) | 20   |
| 11   | 中場 | 傑斯       | 15 (13) | 2      | 2      | 0      | 3 (1)  | 1      | 6 (5)  | 1    | 2     | 0    | 28 (19) | 4    |
| 12   | 門將 | 賓科士打   | 2       | 0      | 3      | 0      | 3      | 0      | 1      | 0    | -     | -    | 9       | 0    |
| 13   | 中場 | 朴智星     | 21 (4)  | 2      | 3      | 1      | 1      | 0      | 5 (4)  | 1    | 1 (1) | 0    | 31 (9)  | 4    |
| 14   | 中場 | 杜錫       | 0 (2)   | 0      | 0 (1)  | 0      | -      | -      | -      | -    | -     | -    | 0 (3)   | 0    |
| 15   | 後衛 | 維迪       | 33 (1)  | 4      | 4      | 0      | 2 (2)  | 0      | 9      | 1    | 4     | 2    | 52 (3)  | 7    |
| 16   | 中場 | 卡域克     | 24 (4)  | 4      | 3      | 0      | 0 (1)  | 0      | 9      | 0    | 1 (1) | 0    | 37 (6)  | 4    |
| 17   | 中場 | 蘭尼       | 7 (6)   | 1      | 2      | 2      | 6      | 3      | 6 (1)  | 0    | 3     | 0    | 24 (7)  | 6    |
| 18   | 中場 | 史高斯     | 14 (7)  | 2      | 1 (1)  | 1      | 2 (1)  | 0      | 3 (3)  | 0    | 3     | 0    | 21 (10) | 3    |
| 19   | 前鋒 | 韋碧克     | 1 (2)   | 1      | 3 (2)  | 2      | 4 (1)  | 0      | -      | -    | -     | -    | 8 (5)   | 3    |
| 20   | 後衛 | 法比奧     | -       | -      | 2      | 0      | -      | -      | -      | -    | -     | -    | 2       | 0    |
| 21   | 後衛 | 拉菲爾     | 12 (4)  | 2      | 2      | 1      | 5      | 0      | 2 (2)  | 0    | 1     | 0    | 22 (6)  | 1    |
| 22   | 後衛 | 奧沙       | 19 (10) | 0      | 3 (1)  | 0      | 6      | 1      | 12     | 0    | 1 (1) | 0    | 41 (11) | 1    |
| 23   | 後衛 | 伊雲斯     | 16 (1)  | 0      | 2 (1)  | 0      | 5      | 0      | 6 (1)  | 0    | 0 (2) | 0    | 29 (5)  | 0    |
| 24   | 中場 | 費查       | 25 (1)  | 3      | 2 (1)  | 0      | 0 (1)  | 0      | 8      | 0    | 2 (2) | 1    | 33 (5)  | 4    |
| 26   | 前鋒 | 文路祖     | 0 (1)   | 0      | -      | -      | 0 (2)  | 0      | -      | -    | -     | -    | 0 (3)   | 0    |
| 28   | 後衛 | 戴倫吉遜   | 1 (2)   | 1      | 2 (1)  | 2      | 5 (1)  | 0      | 1 (1)  | 0    | -     | -    | 9 (5)   | 3    |
| 29   | 門將 | 古斯錫     | 3 (1)   | 0      | -      | -      | 2      | 0      | 2      | 0    | -     | -    | 7 (1)   | 0    |
| 30   | 中場 | 李馬田     | 1       | 0      | -      | -      | -      | -      | -      | -    | -     | -    | 1       | 0    |
| 31   | 前鋒 | 費沙金寶   | 1       | 0      | -      | -      | -      | -      | -      | -    | 0(1)  | 0    | 1 (1)   | 0    |
| 32   | 前鋒 | 迪維斯     | 18 (11) | 5      | 3      | 2      | 5 (1)  | 6      | 4 (5)  | 2    | 4     | 0    | 34 (17) | 15   |
| 34   | 中場 | 普斯邦     | 0 (3)   | 0      | 0 (2)  | 0      | 3      | 0      | -      | -    | -     | -    | 3 (5)   | 0    |
| 39   | 後衛 | 徹斯特     | 0       | 0      | 0      | 0      | 0 (1)  | 0      | 0      | 0    | 0     | 0    | 0 (1)   | 0    |
| 40   | 門將 | 阿姆斯     | 0       | 0      | 0      | 0      | 1      | 0      | 0      | 0    | 0     | 0    | 1       | 0    |
| 41   | 前鋒 | 馬基達     | 2 (2)   | 2      | 1      | 0      | -      | -      | -      | -    | -     | -    | 3 (2)   | 2    |
| 42   | 前鋒 | 艾卡斯利   | 0 (2)   | 0      | 0 (2)  | 0      | -      | -      | -      | -    | -     | -    | 0 (4)   | 0    |
| 44   | 後衛 | 迪拿特     | 1       | 0      | -      | -      | -      | -      | -      | -    | -     | -    | 1       | 0    |

### 門將統計
| 球衣號碼 | 門將      | 上陣 | 失球 | 平均每場失球 | 不失場數 | 不失場數百分比 |
| -------- | --------- | ---- | ---- | ------------ | -------- | -------------- |
| 1        | 雲達沙    | 49   | 29   | 0.59         | 33       | 67%            |
| 12       | 賓科士打  | 9    | 9    | 1            | 3        | 33%            |
| 29       | 古斯錫    | 8    | 5    | 0.62         | 4        | 50%            |
| 40       | 賓·阿姆斯 | 1    | 1    | 1            | 0        | 0%             |

### 神射手
| 排名 | 球員     | 號碼 | 英超聯 | 足總盃 | 聯賽盃 | 歐洲賽 | 其他比賽 | 總入球 |
| ---- | -------- | ---- | ------ | ------ | ------ | ------ | -------- | ------ |
| 1    | C朗拿度  | 7    | 18     | 1      | 2      | 4      | 1        | 26     |
| 2    | 朗尼     | 10   | 12     | 1      | 0      | 4      | 3        | 20     |
| 3    | 迪維斯   | 32   | 5      | 2      | 6      | 2      | 0        | 15     |
| 4    | 貝碧托夫 | 9    | 9      | 1      | 0      | 4      | 0        | 14     |
| 5    | 維迪     | 15   | 4      | 0      | 0      | 1      | 2        | 7      |
| 6    | 蘭尼     | 17   | 1      | 2      | 3      | 0      | 0        | 6      |
| =7   | 費查     | 24   | 3      | 0      | 0      | 0      | 1        | 4      |
| =7   | 朴智星   | 13   | 2      | 1      | 0      | 1      | 0        | 4      |
| =7   | 傑斯     | 11   | 2      | 0      | 1      | 1      | 0        | 4      |
| =10  | 史高斯   | 18   | 2      | 1      | 0      | 0      | 0        | 3      |
| =10  | 韋碧克   | 19   | 1      | 2      | 0      | 0      | 0        | 3      |
| =10  | 卡域克   | 16   | 4      | 0      | 0      | 0      | 0        | 4      |
| =13  | 馬基達   | 41   | 2      | 0      | 0      | 0      | 0        | 2      |
| =13  | 戴倫吉遜 | 28   | 0      | 2      | 0      | 0      | 0        | 2      |
| =13  | 奧沙     | 22   | 0      | 0      | 1      | 1      | 0        | 2      |
| =16  | 布朗     | 6    | 1      | 0      | 0      | 0      | 0        | 1      |
| =16  | 拉菲爾   | 21   | 1      | 0      | 0      | 0      | 0        | 1      |
| =16  | 吉遜     | 28   | 1      | 0      | 0      | 0      | 0        | 1      |

### 紀律
| 球員       | 號碼 | 位置 | 英超聯 | 英超聯 | 本土盃賽 | 本土盃賽 | 歐聯 | 歐聯 | 其他比賽 | 其他比賽 | 總數 | 總數 |
| 球員       | 號碼 | 位置 | 黃牌   | 離場   | 黃牌     | 離場     | 黃牌 | 離場 | 黃牌     | 離場     | 黃牌 | 離場 |
| 雲達沙     | 1    | 門將 | 1      | 0      | -        | -        | -    | -    | -        | -        | 1    | 0    |
| 加利尼維利 | 2    | 後衛 | 3      | 0      | -        | -        | -    | -    | 1        | 0        | 4    | 0    |
| 艾夫華     | 3    | 後衛 | 5      | 0      | -        | -        | 2    | 0    | -        | -        | 5    | 0    |
| 里奧費迪南 | 5    | 後衛 | 3      | 0      | -        | -        | -    | -    | -        | -        | 3    | 0    |
| 布朗       | 6    | 後衛 | 3      | 0      | -        | -        | -    | -    | -        | -        | 3    | 0    |
| C朗拿度    | 7    | 中場 | 6      | 1      | 1        | 0        | 2    | 0    | -        | -        | 9    | 1    |
| 安達臣     | 8    | 中場 | -      | -      | -        | -        | -    | -    | 2        | 0        | 2    | 0    |
| 貝碧托夫   | 9    | 前鋒 | 2      | 0      | -        | -        | 0    | 0    | -        | -        | 2    | 0    |
| 朗尼       | 10   | 前鋒 | 8      | 1      | -        | -        | 2    | 0    | 1        | 0        | 11   | 1    |
| 朴智星     | 13   | 中場 | 4      | 0      | -        | -        | 0    | 0    | -        | -        | 4    | 0    |
| 維迪       | 15   | 後衛 | 5      | 2      | 1        | 0        | 2    | 0    | 1        | 1        | 9    | 3    |
| 卡域克     | 16   | 中場 | 3      | 0      | -        | -        | -    | -    | -        | -        | 3    | 0    |
| 蘭尼       | 17   | 中場 | -      | -      | -        | -        | 1    | 0    | -        | -        | 1    | 0    |
| 史高斯     | 18   | 中場 | 3      | 1      | 2        | 0        | 1    | 0    | 1        | 1        | 7    | 2    |
| 拉菲爾     | 21   | 後衛 | 2      | 0      | 3        | 0        | 1    | 0    | -        | -        | 6    | 0    |
| 奧沙       | 22   | 後衛 | 1      | 0      | 2        | 0        | -    | -    | 0        | 0        | 3    | 0    |
| 伊雲斯     | 23   | 後衛 | 2      | 0      | 1        | 0        | -    | -    | -        | -        | 3    | 0    |
| 費查       | 24   | 中場 | 4      | 0      | 1        | 0        | 1    | 1    | 1        | 0        | 7    | 1    |
| 戴倫吉遜   | 28   | 後衛 | 1      | -      | -        | -        | -    | -    | -        | -        | 1    | 0    |
| 費沙金寶   | 31   | 前鋒 | 1      | 0      | -        | -        | -    | -    | -        | -        | 1    | 0    |
| 迪維斯     | 32   | 前鋒 | 3      | 0      | 2        | 0        | 2    | 0    | 1        | 0        | 8    | 0    |
| 馬基達     | 41   | 前鋒 | 2      | 0      | 0        | 0        | 0    | 0    | 0        | 0        | 2    | 0    |

### 正選陣式
以下列表根據曼聯在2008/09賽季所有正式比賽所統計出的正選陣式次數，包括英超聯、足總盃、聯賽盃及歐洲賽，而其他比賽包括2008年歐洲超級盃，2008年社區盾及2008年世界冠軍球會盃
| 次數 | 陣式          | 比賽   | 比賽   | 比賽   | 比賽   | 比賽     |
| 次數 | 陣式          | 英超聯 | 足總盃 | 聯賽盃 | 歐洲賽 | 其他比賽 |
| ---- | ------------- | ------ | ------ | ------ | ------ | -------- |
| 53   | 4 - 4 - 2     | 33     | 5      | 4      | 7      | 4        |
| 6    | 4 - 5 - 1     | 1      | 0      | 1      | 4      | 0        |
| 3    | 4 - 4 - 1 - 1 | 1      | 0      | 0      | 2      | 0        |
| 2    | 4 - 3 - 3     | 2      | 0      | 0      | 0      | 0        |
| 1    | 4 - 3 - 1 - 2 | 1      | 0      | 0      | 0      | 0        |
| 1    | 4 - 2 - 3 - 1 | 0      | 0      | 1      | 0      | 0        |

### 最佳十一人
| \| 號碼 \| 位置 \| 國家 \| 球員 \| 首发次數 \| 註釋 \| \| ---- \| ---- \| ---- \| ---------- \| -------- \| -------------- \| \| 1 \| GK \| NED \| 雲達沙 \| 49 \| 賓科士打(7) \| \| 22 \| RB \| NIR \| 奧沙 \| 41 \| 加利尼維利(23) \| \| 5 \| CB \| ENG \| 里奧費迪南 \| 43 \| 布朗(7) \| \| 15 \| CB \| SRB \| 維迪 \| 52 \| 伊雲斯(29) \| \| 3 \| LB \| FRA \| 艾夫華 \| 46 \| 拉菲爾(22) \| \| 7 \| RM \| POR \| C朗拿度 \| 46 \| 蘭尼(24) \| \| 16 \| CM \| ENG \| 卡域克 \| 37 \| 安達臣(28) \| \| 24 \| CM \| SCO \| 費查 \| 33 \| 史高斯(21) \| \| 13 \| LM \| KOR \| 朴智星 \| 31 \| 傑斯(28) \| \| 9 \| LW \| BUL \| 貝碧托夫 \| 36 \| 韋碧克(8) \| \| 10 \| FW \| ENG \| 朗尼 \| 39 \| 迪維斯(34) \| | 雲達沙 奧沙 里奧費迪南 維迪 艾夫華 C朗拿度 卡域克 費查 朴智星 貝碧托夫 朗尼 |      |            |          |                |
| 號碼 | 位置                                                                        | 國家 | 球員       | 首发次數 | 註釋           |
| 1 | GK                                                                          | NED  | 雲達沙     | 49       | 賓科士打(7)    |
| 22 | RB                                                                          | NIR  | 奧沙       | 41       | 加利尼維利(23) |
| 5 | CB                                                                          | ENG  | 里奧費迪南 | 43       | 布朗(7)        |
| 15 | CB                                                                          | SRB  | 維迪       | 52       | 伊雲斯(29)     |
| 3 | LB                                                                          | FRA  | 艾夫華     | 46       | 拉菲爾(22)     |
| 7 | RM                                                                          | POR  | C朗拿度    | 46       | 蘭尼(24)       |
| 16 | CM                                                                          | ENG  | 卡域克     | 37       | 安達臣(28)     |
| 24 | CM                                                                          | SCO  | 費查       | 33       | 史高斯(21)     |
| 13 | LM                                                                          | KOR  | 朴智星     | 31       | 傑斯(28)       |
| 9 | LW                                                                          | BUL  | 貝碧托夫   | 36       | 韋碧克(8)      |
| 10 | FW                                                                          | ENG  | 朗尼       | 39       | 迪維斯(34)     |

來源: 正選陣式 及 球員統計.

以上最佳十一人是根據球隊在本個賽季所有賽事中最常用的陣式，

以及在各個位置挑選正選上陣次數最多的球員。

### 歐洲足協排名
| 排名 08-09 | 變動 | 排名 07-08 | 球隊     | 評分    |
| ---------- | ---- | ---------- | -------- | ------- |
| 1          | +3   | 4          | 巴塞隆拿 | 111.899 |
| =2         | -1   | 1          | 車路士   | 118.899 |
| =2         | -1   | 3          | 利物浦   | 118.899 |
| 4          | +2   | 6          | 曼聯     | 111.899 |
| 5          | -3   | 2          | AC米蘭   | 110.582 |

| 排名 09-10 | 變動 | 排名 08-09 | 球隊           | 評分   |
| ---------- | ---- | ---------- | -------------- | ------ |
| 1          | ±0   | 1          | 英格蘭超級聯賽 | 79.499 |
| 2          | ±0   | 2          | 西班牙甲組聯賽 | 74.266 |
| 3          | ±0   | 3          | 意大利甲組聯賽 | 62.910 |
| 4          | +1   | 5          | 德國甲組聯賽   | 56.695 |
| 5          | -0   | 4          | 法國甲組聯賽   | 50.168 |

### 歐洲金靴獎排名
| 排名 | 球員      | 球會         | 聯賽           | 入球 | 分數 | 備註   |
| ---- | --------- | ------------ | -------------- | ---- | ---- | ------ |
| 1    | 科蘭      | 馬德里體育會 | 西班牙甲組聯賽 | 32   | 64   | [ 81 ] |
| 2    | 伊度奧    | 巴塞隆拿     | 西班牙甲組聯賽 | 30   | 60   | [ 81 ] |
| 3    | 馬克·揚科 | 薩爾茨堡紅牛 | 奧地利超級聯賽 | 39   | 58.5 | [ 82 ] |
|      |           |              |                |      |      |        |
| 21   | C朗拿度   | 曼聯         | 英格蘭超級聯賽 | 18   | 38   | [ 83 ] |

## 個人榮譽
| - 費格遜（領隊） - 2009年1月英超最佳領隊 - 2009年4月英超最佳領隊 - 2008/09年度英超最佳領隊 - 2008年歐洲足協最佳領隊 - 2008年《世界足球》世界最佳領隊 - 雲達沙 - 2008/09年賽季英超金手套獎 - 2008/09年賽季歐洲足協最佳門將 - 2009年歐洲全年最佳門將 - 2008/09年賽季PFA年度最佳陣容 - 英超零失球纪录奖 - 2008/09年度英超最佳十一人 - C朗拿度 - 2008年世界足球先生 - 2008年歐洲足球先生 - 2008年國際足協世界最佳十一人 - 2008年歐洲足協最佳十一人 - 2009年歐洲足協最佳十一人 - 2008/09年度英超最佳十一人 - 2008/09年賽季國際職業足球員協會最佳十一人 - 維迪 - 2009年1月英超最佳球員 - 2008年塞爾維亞足球先生 - 2008年塞爾維亞最佳海外球員 - 2008/09年度英超最佳十一人 - 2008/09年度英超最佳球員 - 2008/09年賽季國際職業足球員協會最佳十一人 | - 傑斯 - 2009年英格蘭PFA足球先生 - 2008/09年度英超最佳十一人 - 2009年BBC年度體壇風雲人物 - 2009年BBC年度威爾斯體壇風雲人物 - 艾華 - 2008/09年度英超最佳十一人 - 2008/09年賽季國際職業足球員協會最佳十一人 - 2009年歐洲足協最佳十一人 - 貝碧托夫 - 2008年保加利亞足球先生 - 2009年保加利亞足球先生 - 2009年保加利亞年度風雲人物 - 朗尼 - 2008年世冠盃金球獎 - 2008年世冠盃金靴獎 - 史高斯 - 2008年入選英格蘭足球名人堂 - 里奧費迪南 - 2008/09年度英超最佳十一人 |